# Person of Interest
Pour les articles homonymes, voir Poi.
Person of Interest, ou Personne d'intérêt au Québec, est une série télévisée américaine en 103 épisodes, répartis en 5 saisons, de 43 minutes chacun, créée par Jonathan Nolan et produite par J. J. Abrams, diffusée en simultané entre le 22 septembre 2011 et le 21 juin 2016 sur CBS, aux États-Unis et sur Citytv pour les deux premières saisons, puis sur le réseau CTV au Canada.
En Belgique, la série est diffusée du 28 août 2012 au 15 novembre 2016 sur La Une, chaîne du groupe de la RTBF. Au Québec, elle est diffusée depuis le 5 septembre 2012 sur le réseau V. En France, elle est diffusée du 6 mars 2013 au 13 décembre 2016 sur TF1. En Suisse, la série est proposée entre le 30 juin 2013 et le 24 novembre 2016 sur RTS Un.
Le 16 mars 2016, CBS annonce que la cinquième saison est la dernière de la série. Sa diffusion originale se termine le 21 juin 2016.
La série est aussi rediffusée dans le cadre d'une syndication sur la chaîne du câble américaine WGN America et également sur Netflix aux États-Unis, depuis l'automne 2015. En France, l'intégrale de la série est rediffusée sur TMC, chaîne du groupe TF1 et TNTV, tous les samedis (3 épisodes par soirée) depuis le 7 janvier 2017 et le 22 janvier 2017 respectivement. Cependant, la série, faute d'audiences suffisantes, est déprogrammée le 11 février 2017 sur TMC.
Person of Interest est souvent citée comme étant l'une des meilleures séries diffusées sur une grande chaîne américaine. Les critiques soulignent entre autres la capacité que la série a à s'améliorer saison après saison, ses personnages très travaillés ou encore son ambiance réaliste d'une Amérique post-11 septembre. Si la série est parfois désignée comme étant « la meilleure série de science-fiction actuellement diffusée », Person of Interest s'inscrit dans une thématique réelle, notamment depuis les révélations d'Edward Snowden sur la surveillance globale mise en place par les États-Unis, et soulève de nombreuses questions quant au respect de la vie privée ; elle est nommée pour un Primetime Emmy Awards en 2012,,,.

## Synopsis
John Reese, un ex-agent paramilitaire de la Central Intelligence Agency présumé mort, est engagé par le mystérieux milliardaire Harold Finch. Dans le passé, ce dernier a conçu un système de surveillance de masse pour le gouvernement voulant éviter un nouveau 11 septembre 2001. Le système est capable de prédire les actes terroristes dans le monde, en s'appuyant sur de nombreuses données comme les enregistrements des caméras de surveillance et des appels téléphoniques, ou les antécédents judiciaires.
Considérant qu'il avait donné au gouvernement un outil au pouvoir immense et inimaginable, Finch s'est bâti une porte dérobée qui lui permet d'accéder au système par précaution.
Cependant, la Machine repère aussi les crimes entre citoyens ordinaires considérés comme mineurs par le gouvernement. Les autorités ayant décidé de ne pas tenir compte de ces données, Finch reçoit chaque jour les numéros de sécurité sociale des personnes impliquées à New York ou dans ses environs. C'est avec l'aide de Reese qu'il va tenter de retrouver ces « Persons of Interest » (« Personnes d'intérêt ») et de découvrir si elles ont le rôle de victime ou de coupable dans l'affaire concernée.
Traqués par le lieutenant de police Jocelyn « Joss » Carter, ils sont aidés par un autre lieutenant, anciennement véreux, Lionel Fusco, qui leur fournit des informations et garde un œil sur sa collègue policière. Mais l’arrivée dans New York de deux justiciers va également contrarier plusieurs organisations criminelles.

## Accroche d'ouverture
Au début de chaque épisode de la première saison, une accroche d'ouverture est citée par Harold Finch lors du générique :
| Saison | Version   | Citation |
| --- | --------- | --- |
| 1 | originale | « You are being watched. The government has a secret system: a machine that spies on you every hour of every day. I know because I built it. I designed the Machine to detect acts of terror, but it sees everything. Violent crimes involving ordinary people, people like you. Crimes the government considered irrelevant. They wouldn't act, so I decided I would. But I needed a partner, someone with the skills to intervene. Hunted by the authorities, we work in secret. You'll never find us, but victim or perpetrator, if your number's up, we'll find you. » |
| 1 | française | « On vous surveille. Le gouvernement possède un dispositif secret, une machine. Elle vous espionne jour et nuit, sans relâche. Je le sais, parce que c’est moi qui l'ai créée. Je l’avais conçue pour prévenir des actes de terrorisme, mais la Machine voit tout, tous les crimes impliquant des citoyens ordinaires, tels que vous. Des crimes dont le gouvernement se désintéresse. Alors, j’ai décidé d'agir à sa place, mais il me fallait un associé, quelqu'un capable d'intervenir sur le terrain. Traqués par les autorités, nous travaillons dans l'ombre. Jamais vous ne nous trouverez, mais victime ou criminel, si votre numéro apparaît, nous, nous vous trouverons. » |
| Lors des saisons suivantes, le générique étant raccourci, le discours de Finch devient moins long mais il garde la même idée directrice. |           | |
| 2 | originale | « You are being watched. The government has a secret system: a machine that spies on you every hour of every day. I designed the Machine to detect acts of terror, but it sees everything. Violent crimes involving ordinary people. The government considers these people irrelevant. We don’t. Hunted by the authorities, we work in secret. You'll never find us. But victim or perpetrator, if your number’s up, we’ll find you. » |
| 2 | française | « On vous surveille. Le gouvernement possède un dispositif secret, une machine qui vous espionne jour et nuit, sans relâche. Je l’avais conçue pour prévenir des actes de terrorisme, mais la Machine voit tout, tous les crimes impliquant des citoyens ordinaires. Le gouvernement juge ces crimes « non pertinents » mais pas nous. Traqués par les autorités, nous travaillons dans l'ombre. Jamais vous ne nous trouverez, mais victime ou criminel, si votre numéro apparaît, nous vous trouverons. » |
| 3 | originale | « You are being watched. The government has a secret system: a machine that spies on you every hour of every day. I designed the Machine to detect acts of terror, but it sees everything. Violent crimes involving ordinary people. The government considers these people irrelevant. We don’t. Hunted by the authorities, we work in secret. You'll never find us. But victim or perpetrator, if your number’s up, we’ll find you. » |
| 3 | française | « On vous surveille. Le gouvernement a un dispositif secret, une machine qui vous espionne jour et nuit, sans relâche. Je l’avais conçue pour prévenir des actes de terrorisme, mais la Machine voit tout, tous les crimes impliquant des citoyens ordinaires. Des citoyens que le gouvernement considère « sans importance », pas nous. Traqués par les autorités, nous travaillons dans l'ombre. Jamais vous ne nous trouverez, mais victime ou criminel, si votre numéro apparaît, nous, nous vous trouverons. » |
| Du fait du nouveau contexte de la série et de l'arrivée de « Samaritain », des différences notables font leur apparition dans l'accroche prononcée par Finch de la saison 4. Elles sont notées en gras.                                            |           | |
| 4 | originale | « We are being watched. The government has a secret system: a machine that spies on you every hour of every day. I designed a machine to detect acts of terror, but it sees everything. Violent crimes involving ordinary people. The government considers these people irrelevant. We don’t. Hunted by the authorities, we work in secret. You'll never find us. But victim or perpetrator, if your number’s up, we’ll find you. » |
| 4 | française | « On nous surveille. Le gouvernement a un dispositif secret, une machine qui vous espionne jour et nuit, sans relâche. Je l’avais conçue pour prévenir des actes de terrorisme, mais la Machine voit tout, tous les crimes impliquant des citoyens ordinaires. Des citoyens que le gouvernement considère « sans importance », pas nous. Traqués par les autorités, nous travaillons dans l'ombre. Jamais vous ne nous trouverez, mais victime ou criminel, si votre numéro apparaît, nous, nous vous trouverons. » |
| Avec les difficultés rencontrées par la Machine, la surveillance de « Samaritain » est maintenant intense. De ce fait, lors de la saison 5, l'accroche est prononcée à la fois par Finch et par John Greer. Le discours de Greer est noté en gras. |           | |
| 5 | originale | « You are being watched. The government has a secret system : a system you asked for to keep you safe. A machine that spies on you every hour of every day. You granted it the power to see everything, to index, order, and control the lives of ordinary people. The government considers these people irrelevant. We don’t. But to it, you are all irrelevant, victim or perpetrator, if you stand in its way, we’ll find you. » |
| 5 | française | « On nous surveille. Le gouvernement a un dispositif secret, un dispositif que vous avez souhaité, pour votre propre sécurité, une machine qui vous espionne jour et nuit, sans relâche. Vous lui avez accordé le droit de tout voir, de ficher, classer et contrôler la vie de chaque citoyen. Des citoyens que le gouvernement considère « sans importance », pas nous. À ses yeux vous êtes tous « sans importance », mais victime ou criminel, si vous lui faites obstacle, nous vous trouverons. » |

## Distribution

### Acteurs principaux
- Jim Caviezel (VF : Jean-Pierre Michaël) : John Reese
- Michael Emerson (VF : Jean-Luc Kayser) : Harold Finch
- Taraji P. Henson (VF : Annie Milon) : le lieutenant Joss Carter (principale lors des saisons 1 à 3, invitée saison 4)
- Kevin Chapman (VF : Gérard Darier) : le lieutenant Lionel Fusco
- Amy Acker (VF : Laëtitia Lefebvre) : Samantha « Sam » Groves alias « Root » (invitée saison 1, récurrente saison 2, principale saisons 3 à 5) / la Machine (voix - saison 5)
- Sarah Shahi (VF : Charlotte Marin) : Sameen Shaw (récurrente saison 2 , principale saisons 3 à 5)

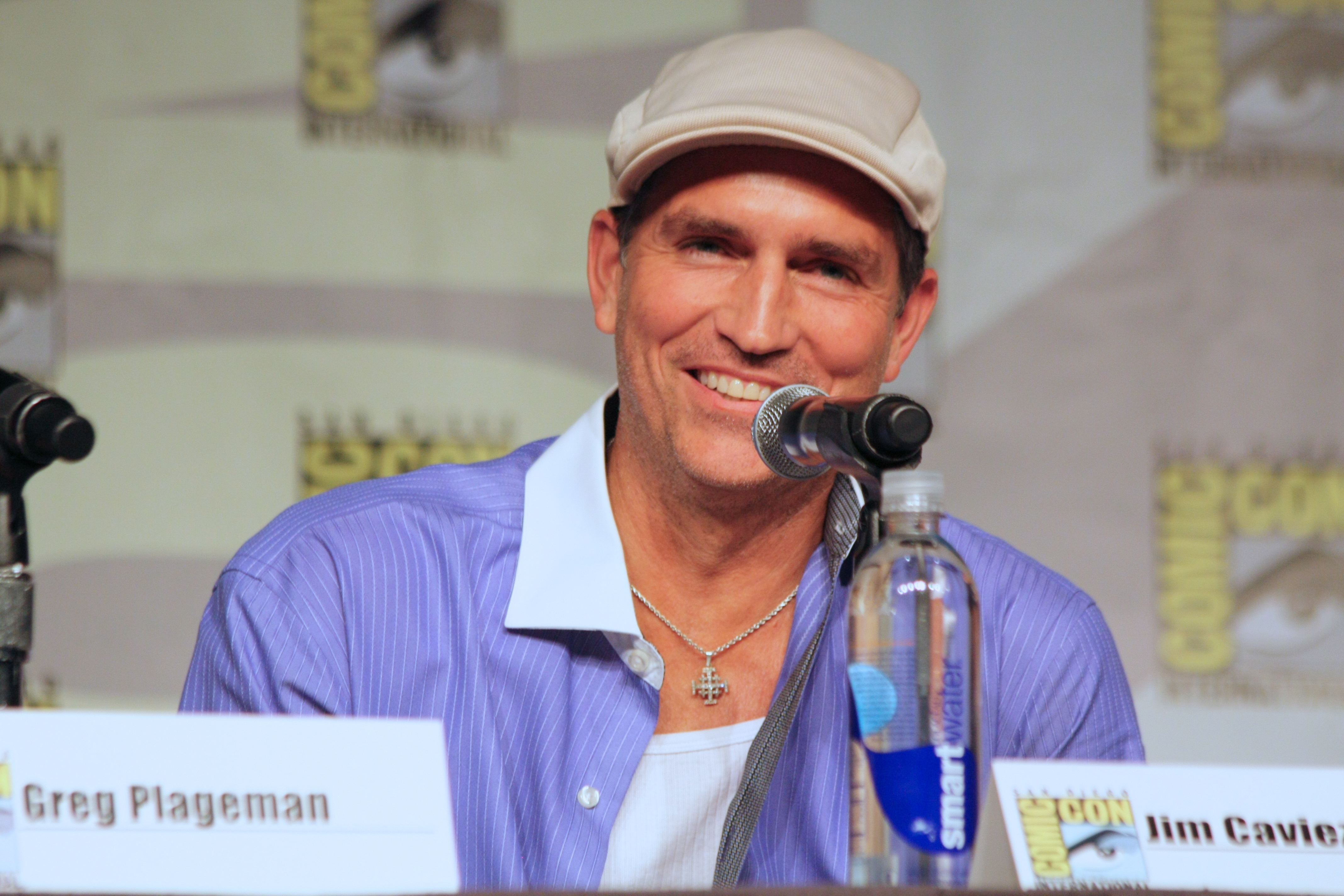
Jim Caviezel interprète John Reese.
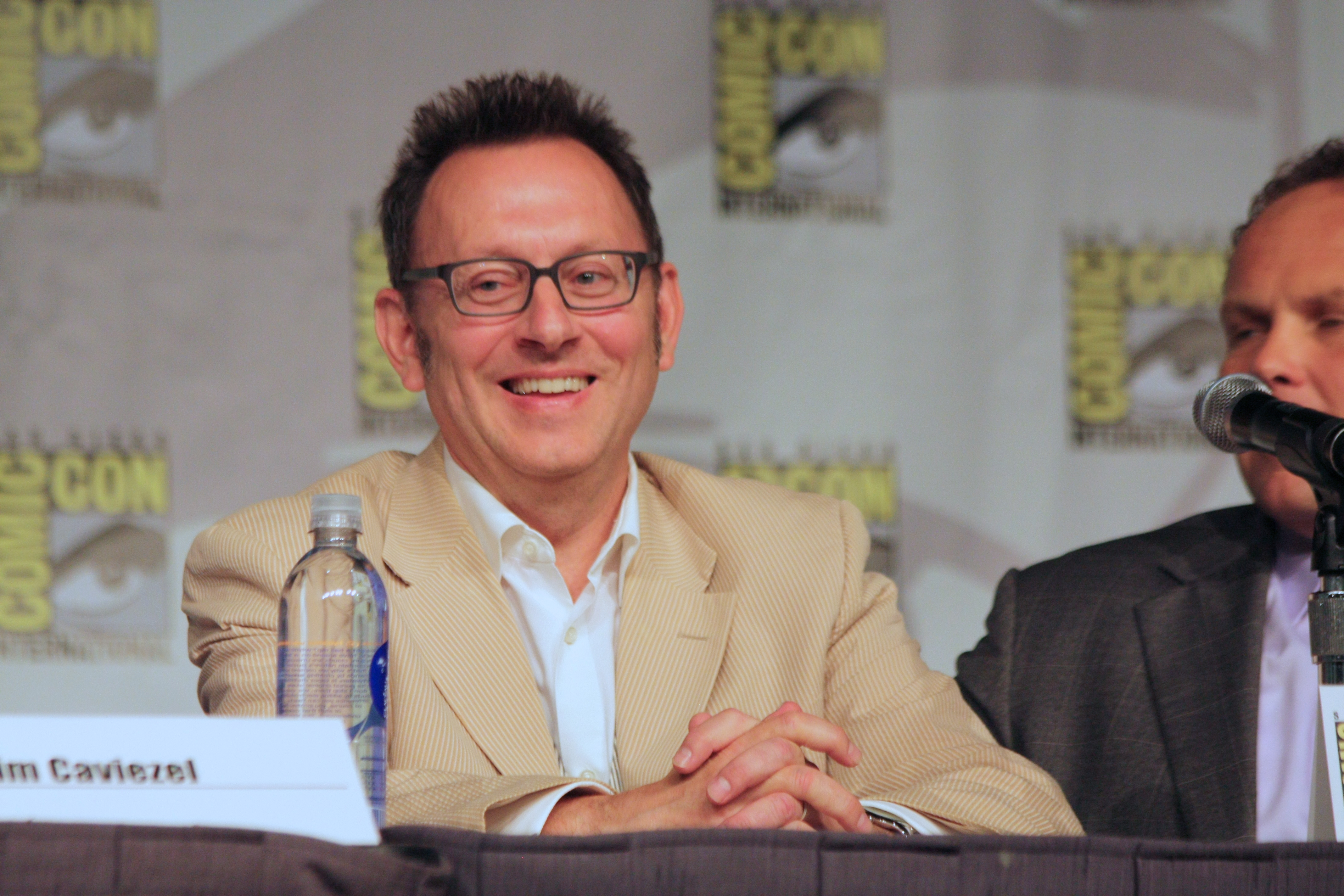
Michael Emerson interprète Harold Finch.
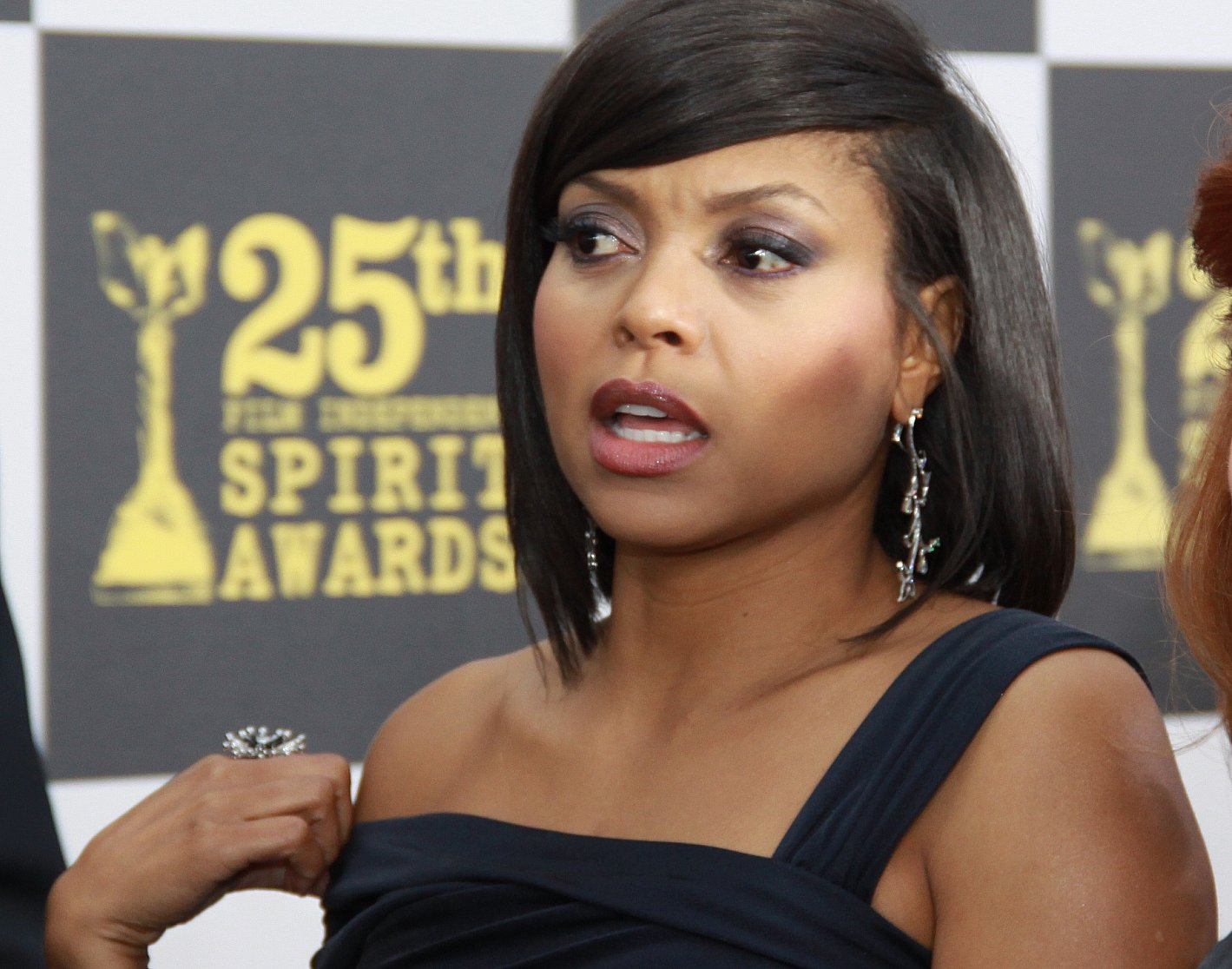
Taraji P. Henson interprète le lieutenant Joss Carter.
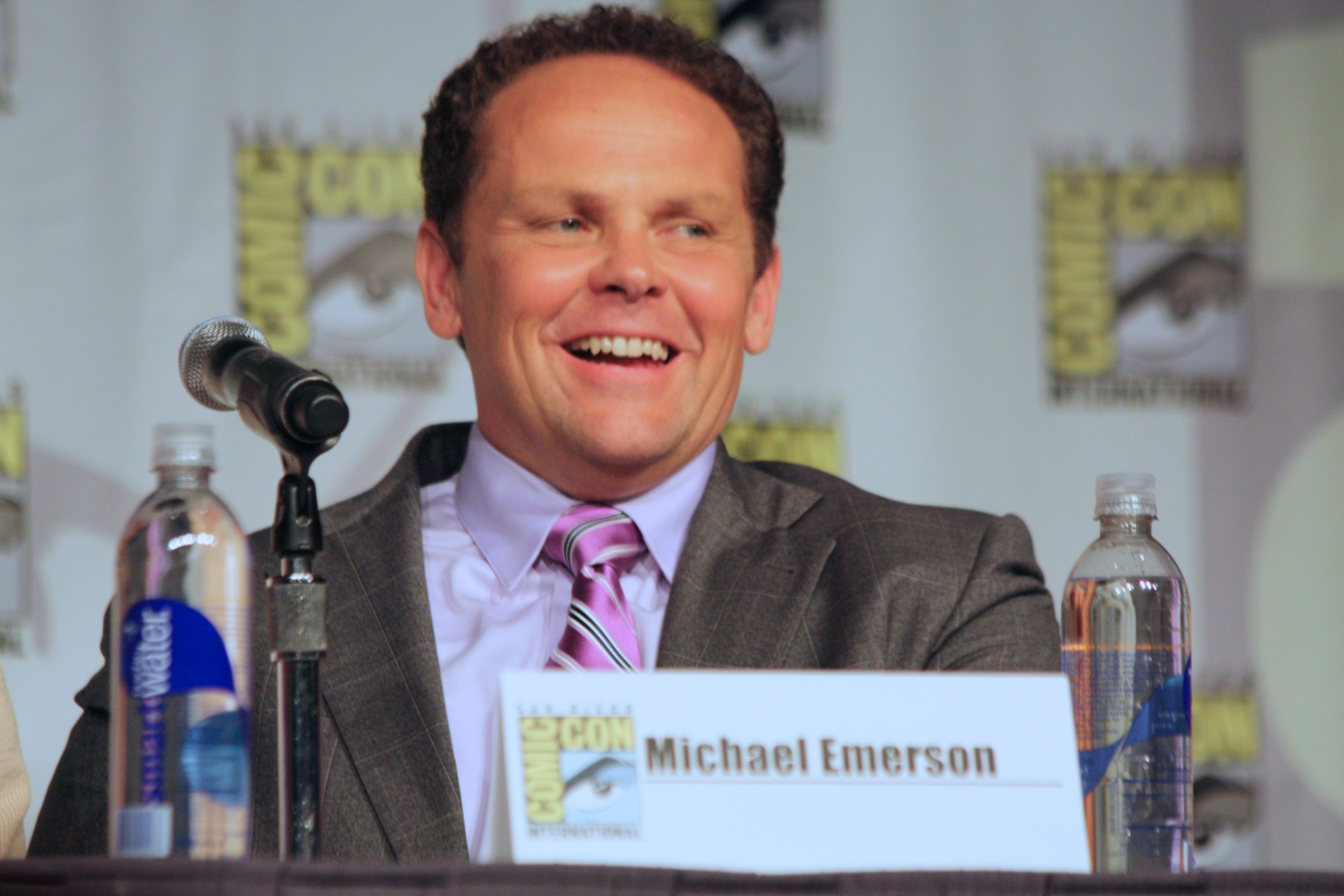
Kevin Chapman interprète le lieutenant Lionel Fusco.
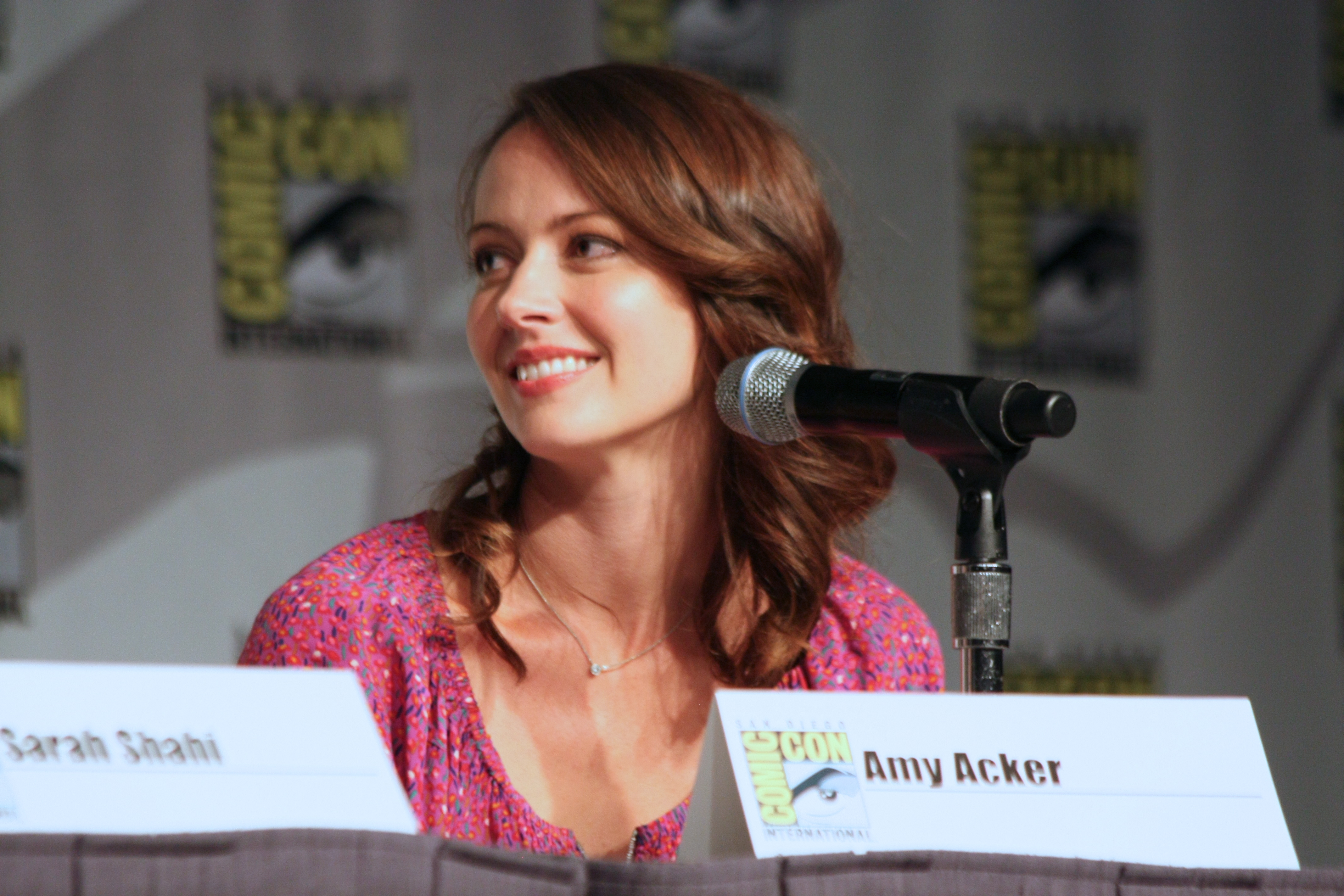
Amy Acker interprète Samantha « Sam » Groves alias « Root ».
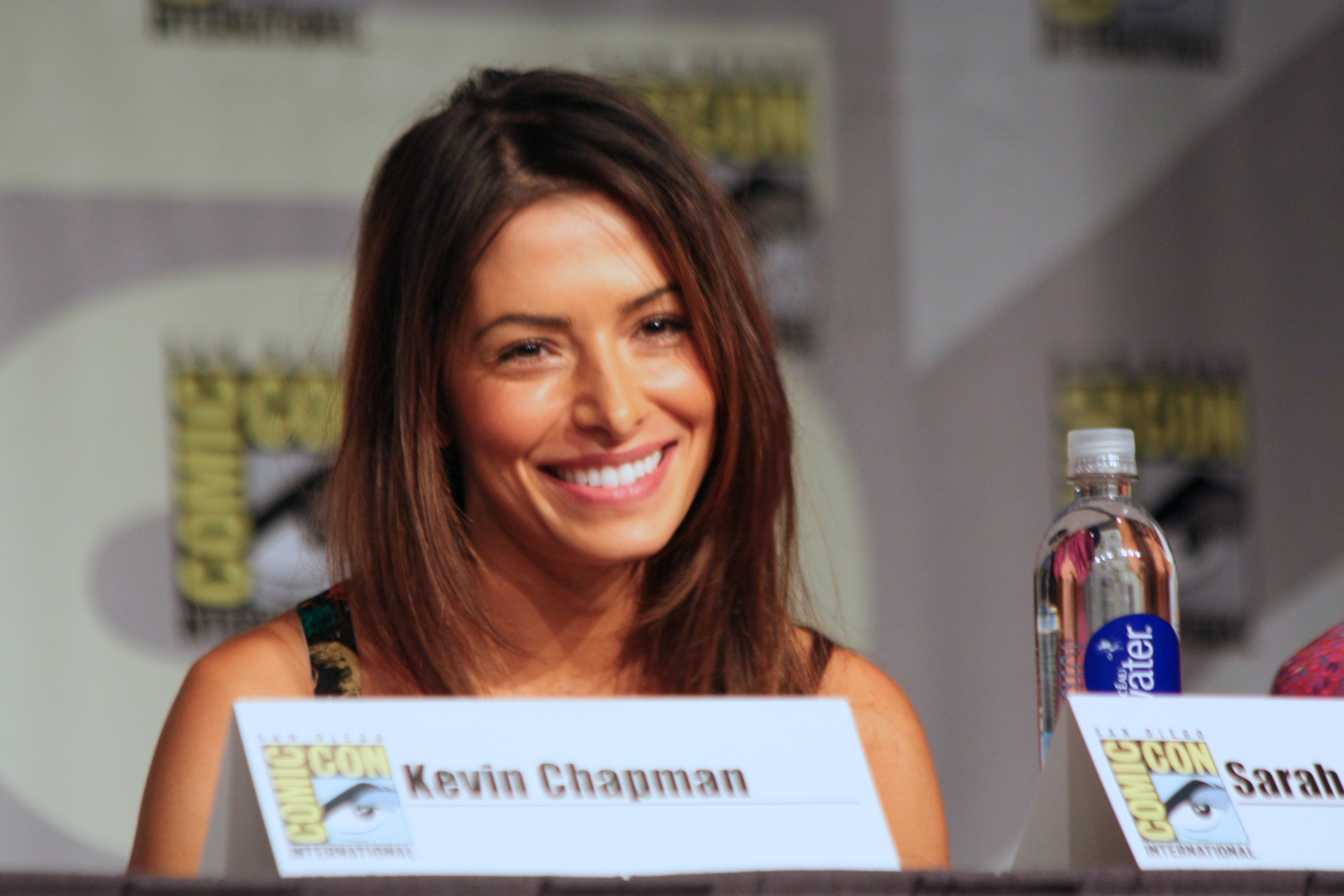
Sarah Shahi interprète Sameen Shaw.

### Acteurs récurrents
| Acteur                  | Voix française           | Rôle                                  | Saison 1  | Saison 2  | Saison 3  | Saison 4  | Saison 5  |
| ----------------------- | ------------------------ | ------------------------------------- | --------- | --------- | --------- | --------- | --------- |
| Enrico Colantoni        | Guillaume Lebon          | Carl Elias                            | Récurrent | Récurrent | Récurrent | Récurrent | Récurrent |
| Robert John Burke       | Guillaume Orsat          | l'officier Patrick Simmons            | Récurrent | Récurrent | Récurrent |           |           |
| Al Sapienza             | Alexandre Cross          | le lieutenant Raymond Terney          | Récurrent | Récurrent | Récurrent | Invité    |           |
| Paige Turco             | Micky Sébastian          | Zoe Morgan                            | Récurrent | Récurrent | Récurrent | Récurrent |           |
| Annie Parisse           | Natacha Muller           | Kara Stanton                          | Récurrent | Récurrent | Récurrent |           | Récurrent |
| Elizabeth Marvel        | Ariane Deviègue          | Alicia Corwin                         | Récurrent |           |           | Récurrent |           |
| Susan Misner            | Déborah Perret           | Jessica Arndt                         | Récurrent |           |           |           |           |
| Mark Margolis           | Christian Pélissier      | Gianni Moretti                        | Récurrent |           |           |           |           |
| Michael Mulheren (en)   | Philippe Nahon           | le capitaine Arthur Lynch             | Récurrent |           |           |           |           |
| John Fiore (nl)         | Michel Voletti           | le capitaine Womack                   | Récurrent |           |           |           |           |
| Darien Sills-Evans (en) | Guillaume Orsat          | Tyrell Evans                          | Récurrent |           |           |           |           |
| Brett Cullen            | Jean-Louis Faure         | Nathan Ingram                         | Récurrent | Récurrent |           | Récurrent | Récurrent |
| Michael Kelly           | Marc Saez                | Marc Snow                             | Récurrent | Récurrent |           |           |           |
| Brennan Brown           | Bruno Dubernat           | l'agent spécial Nicholas Donnelly     | Récurrent | Récurrent |           |           |           |
| Anthony Mangano (en)    | Yann Le Madic            | le lieutenant Kane                    | Récurrent | Invité    | Invité    |           |           |
| David Valcin            | Raphaël Cohen            | Anthony S. Marconi alias « Scarface » | Récurrent | Invité    | Récurrent | Récurrent |           |
| Carrie Preston          | Ninou Fratellini         | Grace Hendricks                       | Invité    | Récurrent | Récurrent |           | Récurrent |
| Jay O. Sanders          | Michel Bedetti           | le conseiller spécial                 | Invité    | Récurrent | Récurrent |           |           |
| Kwoade Cross            | Gabriel Bismuth-Bienaimé | Taylor Carter                         | Invité    |           | Récurrent |           |           |
| Morgan Spector          | Jérémy Bardeau           | Peter Yogorov                         | Invité    | Invité    | Récurrent |           |           |
| Sterling K. Brown       | Daniel Lobé              | le lieutenant Cal Beecher             |           | Récurrent |           |           |           |
| Ken Leung               | Laurent Morteau          | Leon Tao                              |           | Récurrent |           |           |           |
| Boris McGiver           | Daniel Lafourcade        | Robert Hersh                          |           | Récurrent | Récurrent |           |           |
| Clarke Peters           | Jean-Claude Sachot       | Alonzo Quinn                          |           | Récurrent | Récurrent |           |           |
| John Nolan              | Jean-Bernard Guillard    | John Greer                            |           | Invité    | Récurrent | Récurrent | Récurrent |
| Brian Wiles             | Adrien Larmande          | Mike Laskey                           |           |           | Récurrent |           |           |
| Camryn Manheim          | Josiane Pinson           | Contrôle                              |           |           | Récurrent | Récurrent |           |
| Saul Rubinek            | José Luccioni            | Arthur Claypool                       |           |           | Récurrent |           |           |
| Leslie Odom Jr.         | Daniel Lobé              | Peter Collier                         |           |           | Récurrent |           |           |
| John Doman              | Philippe Crubézy         | Sénateur Ross Garrison                |           |           | Récurrent | Récurrent | Récurrent |
| Cara Buono              | Barbara Beretta          | Martine Rousseau                      |           |           |           | Récurrent |           |
| Jamie Hector            | Jean-Baptiste Anoumon    | Lincoln Cordell alias « Link »        |           |           |           | Récurrent |           |
| Winston Duke            | Frantz Confiac           | Dominic                               |           |           |           | Récurrent |           |
| Andreas Damm            | Valéry Schatz            | Romeo                                 |           |           |           | Récurrent |           |
| Wrenn Schmidt           | Ingrid Donnadieu         | Dr Iris Campbell                      |           |           |           | Récurrent | Récurrent |
| Nick E. Tarabay         | Jérémie Covillault       | Devon Grice                           |           |           |           | Récurrent |           |
| Jessica Pimentel        | Charlotte Corréa         | Floyd                                 |           |           |           | Récurrent |           |
| Annie Ilonzeh           | Jocelyne Nzunga          | Harper Rose                           |           |           |           | Récurrent | Invité    |
| Joshua Close            | Gilduin Tissier          | Jeff Blackwell                        |           |           |           |           | Récurrent |
| James LeGros            | Xavier Fagnon            | Bruce Moran                           |           |           |           | Invité    | Récurrent |

### Acteurs invités
- Kirk Acevedo : Timothy Sloan (saison 3, épisode 6)
- Scott Adsit : Max (saison 5, épisode 7)
- Becky Ann Baker : Erica Schmidt (saison 2, épisode 17)
- David Alan Basche : Wayne Kruger (saison 3, épisode 2)
- Noelle Beck : Sydney Baylor (saison 1, épisode 16)
- Paul Ben-Victor : l'inspecteur Cameron (saison 3, épisode 14)
- Dennis Boutsikaris : Dr Richard Nelson (saison 2, épisode 20)
- Nestor Carbonell : Matthew Reed (saison 3, épisode 19)
- James Carpinello : Joey Durban (saison 1, épisode 3 et saison 5, épisode 11)
- Michael Cerveris : Jarek Koska (saison 1, épisode 5)
- Nazneen Contractor : Maria Martinez (saison 3, épisode 18)
- Daniel Cosgrove : Jeremy Watkins (saison 3, épisode 4)
- David Costabile : le juge Samuel Gates (saison 1, épisode 5)
- Ritchie Coster : le tueur à gage (saison 1, épisode 2)
- Monique Gabriela Curnen : le capitaine Moreno (saison 4, épisode 3)
- Alan Dale : Ulrich Kohl (saison 1, épisode 8)
- Keith David : Terence Beale (saison 5, épisode 3)
- Michael Drayer : Anton O'Mara (saison 1, épisode 1)
- Lola Glaudini : LaBlanca (saison 1, épisode 19)
- Tim Guinee : Mark Lawson (saison 1, épisode 6)
- James Hanlon : le lieutenant James Stills (saison 1, épisode 1)
- John Heard : Roger McCourt (saison 3, épisode 20)
- Jessica Hecht : Beth Bridges (saison 4, épisode 6)
- Jon Michael Hill : Curtis (saison 1, épisode 14)
- Brian d'Arcy James : Wheeler (saison 1, épisode 1)
- Kevin Kilner : Nick Dawson (saison 4, épisode 5)
- Henri Lubatti : l'agent Alain Bouchard (saison 3, épisode 14)
- Max Martini : Rip (saison 3, épisode 1)
- Brian Murray : Robert Keller (saison 1, épisode 6)
- Geoff Pierson : Roberts (saison 5, épisode 10)
- Jacob Pitts : Henry L. Peck (saison 1, épisode 22 et saison 5, épisode 12)
- Tony Plana : J.P. Suarez (saison 2, épisode 9)
- Molly Price : Elizabeth Whitaker (saison 1, épisode 1)
- Laila Robins : Anja Kohl (saison 1, épisode 8)
- William Sadler : le père d'Anton (saison 1, épisode 1)
- Julian Sands : Alistair Wesley (saison 2, épisode 7)
- Peter Scanavino : Adams (saison 3, épisode 23)
- Terry Serpico : Byron (saison 2, épisodes 1 et 12)
- Jimmi Simpson : Logan Pierce (saison 2, épisode 14 et saison 5, épisode 11)
- Lee Tergesen : l'inspecteur Petersen (saison 3, épisode 9)
- Tracie Thoms : Monica Jacobs (saison 2, épisode 19)
- Samira Wiley : Infirmière à l'accueil (saison 1, épisode 21)
- Katheryn Winnick : Frankie Wells (saison 4, épisode 18)
- Alicia Witt : Connie Wyler (saison 2, épisode 6)
- Sarah Wynter : Tara Verlander (saison 1, épisode 18)
- Damian Young : Pete Matheson (saison 1, épisode 13)
- David Zayas : Ernie Trask (saison 1, épisode 11)
- Natalie Zea : Diane Hanson (saison 1, épisode 1)

 Source et légende : version française (VF) sur RS Doublage et Doublage Séries Database

## Production

### Concept
Si la série peut sembler être aux premiers abords un parfait procédural (en) (1 épisode = 1 numéro donné par la Machine), de nombreux fils rouges sont présents en toile de fond, notamment à travers des flashbacks et l'apparition d'ennemis récurrents, se développant dans la quasi-totalité des épisodes et prenant de plus en plus de place saison après saison.

### Origine du titre
Aux États-Unis, le terme « person of interest (en) » est très régulièrement employé que ce soit par les forces de l'ordre ou par les médias afin d’identifier une personne impliquée dans une enquête criminelle. Cette personne peut être à la fois recherchée en tant que témoin ou victime mais aussi dans le rôle du possible coupable.

### Développement
|                                                                       |  |  |
| Les producteurs exécutifs de la série, Jonathan Nolan et J.J. Abrams. |  |  |

Le 9 février 2011, un pilote de la série a été commandé par la chaîne américaine CBS.
Le 13 mai 2011, CBS a officiellement annoncé la commande de la série. Initialement prévue pour treize épisodes, le 27 octobre 2011, CBS a commandé dix épisodes supplémentaires formant ainsi une saison complète de vingt-trois épisodes, diffusée les jeudis à 21 heures. Cette case horaire était alors occupée pendant plus de dix ans par la série télévisée Les Experts, mais au vu de la note la plus haute décernée à une série depuis quinze ans, attribuée lors des projections test au premier épisode La Machine (ou pilote) de Person of Interest, CBS a décidé de déplacer Les Experts au mercredi, libérant ainsi le créneau pour Person of Interest.
Le 14 mars 2012, CBS a renouvelé la série pour une deuxième saison de vingt-deux épisodes diffusée les jeudis à 21 heures.
Le 27 mars 2013, la série a été renouvelée pour une troisième saison de vingt-trois épisodes diffusée les mardis à 22 heures.
Le 7 octobre 2013, il est annoncé que la chaîne du câble américaine WGN America a acquis les droits de rediffusion de la série dans le cadre d'une syndication prévue à partir de l'automne 2015.
Le 13 mars 2014, la série a été renouvelée pour une quatrième saison de vingt-deux épisodes diffusée les mardis à 22 heures.
Le 15 octobre 2014, Warner Bros. annonce que les trois premières saisons de la série seront disponibles sur Netflix États-Unis à partir de l’automne 2015.
Le 11 mai 2015, la série a été renouvelée pour une cinquième saison de treize épisodes, en raison d'audiences déclinantes. La série n'est ensuite pas annoncée dans la grille pour la saison 2015-2016, laissant suggérer une première diffusion plus tard qu'en septembre. Quelques jours plus tard, la saison risquant d'être la dernière, Netflix annonce via un tweet, qu'elle pouvait éventuellement reprendre la série si CBS décidait de l'annuler.[réf. nécessaire]
Le 21 août 2015, la date à laquelle seront disponibles les trois premières saisons de la série sur Netflix États-Unis est annoncée le 1er septembre 2015. La quatrième saison est aussi disponible, à partir du 30 décembre 2015,.
Le 30 novembre 2015, CBS annonce sa grille pour la mi-saison dans laquelle Person of Interest n'est pas présente, laissant suggérer une diffusion lors de l'été 2016.
Le 11 janvier 2016, J. J. Abrams, le producteur, annonce lors d'une conférence de presse que, pour lui, la cinquième saison sera probablement la dernière.
Le lendemain, Glenn Geller, président de CBS Entertainment, annonce que la saison sera diffusée au printemps 2016, que le dernier épisode peut servir autant de season finale que de series finale et refuse de confirmer que la saison sera la dernière.
Le 16 mars 2016, CBS annonce finalement la cinquième saison comme la dernière de la série, dû au fait que la série est une production Warner Bros. et non CBS Television Studios. CBS ne gagnait de l'argent que lors des publicités diffusées pendant les épisodes et non sur les droits de syndication ou sur les ventes à l'international. La saison sera diffusée au rythme de deux épisodes par semaine, les mardis et les lundis à 22 heures.

En avril 2016, le créateur Jonathan Nolan évoque la possibilité d'une suite à la série après la cinquième saison sur CBS. Il déclare notamment : 

« J'aurai voulu continuer cette série pendant un long, long moment. Mais en même temps, on ne veut jamais voir sa création devenir moribonde. Nous avons pu planifer et eu l'incroyable luxe d'avoir treize épisodes pour vraiment finir notre histoire. Alors même si j'aurais aimé continuer, je suis très fier et très heureux d'avoir eu cette chance que n'ont pas eue tant de grandes séries. Je suis donc très satisfait de la façon dont nous avons bouclé notre histoire et j'espère que les fans le seront aussi. »

 Greg Plageman, l'autre showrunner avec Jonathan Nolan, va même plus loin en déclarant à propos d'une possible suite : « Il ne faut jamais dire jamais. » L'acteur Michael Emerson appuie leurs propos en déclarant :

« La fin de la série que nous avons faite est très satisfaisante, mais elle est aussi légèrement ouverte, de sorte que si quelqu'un, un jour, veut relancer le truc ou faire un chapitre 2, ce soit possible. »

 Il poursuit : 

« Les auteurs n'ont eu que treize épisodes pour faire bouger ce très grand et très lent bateau. Mais au bout du compte, finir en treize épisodes est un avantage, pas un inconvénient. Les scénaristes ont pu se concentrer sur l'essentiel, laisser de côté les histoires secondaires, les meurtres de la semaine, pour juste essayer de boucler les grosses intrigues en suspens. »

### Casting
|                                                                           |  |  |
| Les acteurs principaux Jim Caviezel et Michael Emerson au PaleyFest 2012. |  |  |

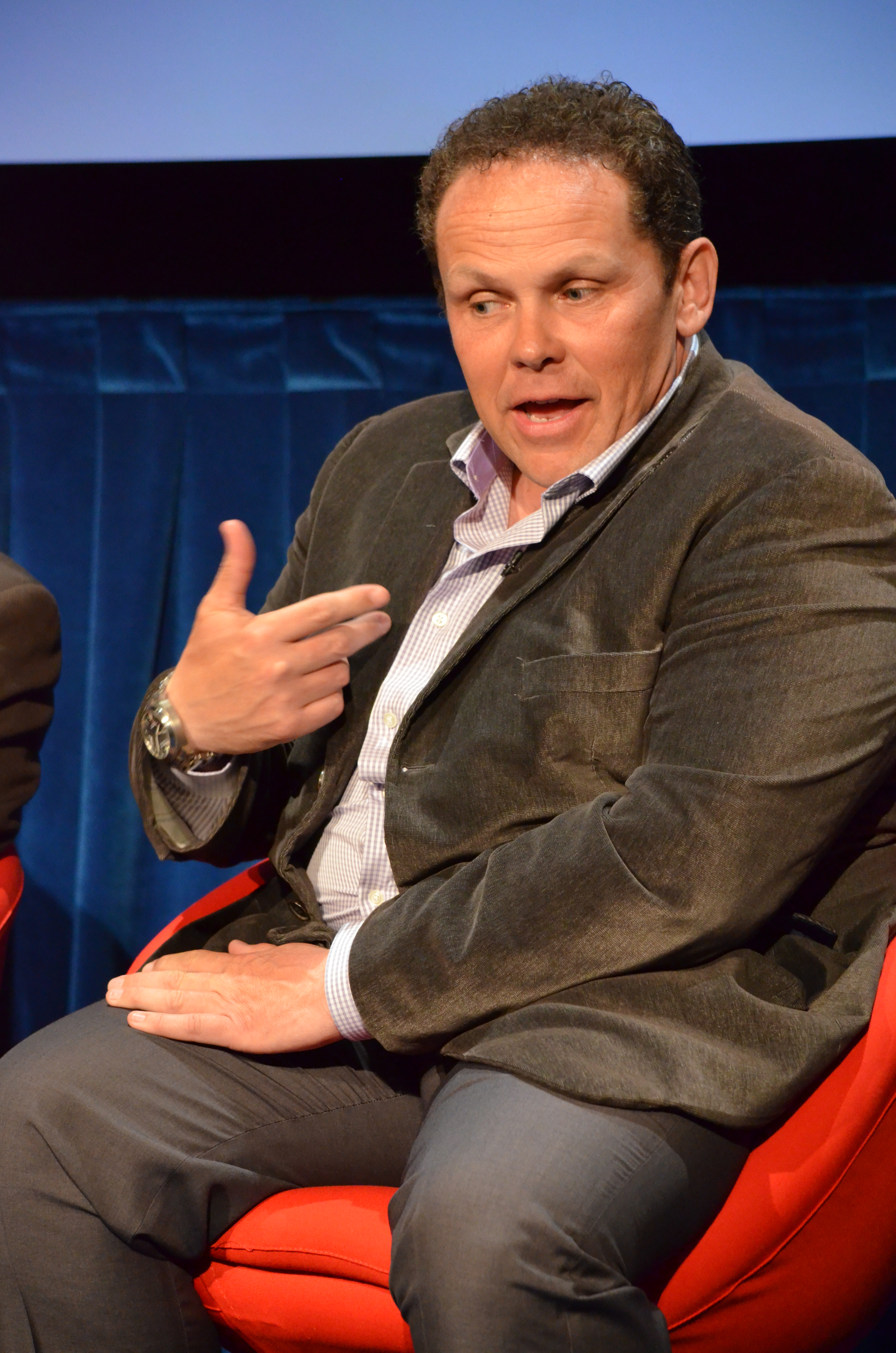
Le troisième visage masculin de la série, Kevin Chapman.

Jim Caviezel (John Reese) se serait décidé à trouver un rôle dans une série d'action après avoir rencontré un acteur d'une autre série d'action, présentant des similitudes sur le plan du rythme, de l'action et de l'intensité avec Person of Interest. Cet acteur était Kiefer Sutherland (Jack Bauer dans 24 heures chrono). Bloqué en Angleterre à cause de l'éruption de l'Eyjafjöll en 2010, Caviezel s'est retrouvé dans le même hôtel que Kiefer Sutherland et ce dernier lui a alors parlé de tous les aspects positifs de tourner dans une telle série. Cela a donné envie à Jim Caviezel, qui a alors contacté son agent afin qu'il lui trouve un rôle dans une série similaire, qui sera Person of Interest.
Les rôles principaux ont été attribués dans cet ordre : Michael Emerson (vu notamment dans Lost : Les Disparus), Taraji P. Henson, Jim Caviezel (vu entre autres dans la mini-série Le Prisonnier) et Kevin Chapman.
L'actrice Carrie Preston, la véritable femme de Michael Emerson (Harold Finch), a obtenu un rôle dans les trois premières saisons pour y jouer Grace Hendricks, l'ex-compagne de Finch.
Les acteurs Ken Leung, Margo Martindale, Mark Pellegrino, Sterling K. Brown, Karolina Kurkova et Sarah Shahi ont, entre autres, obtenu un rôle récurrent ou d'invité le temps d'un voire plusieurs épisodes (2 ou 3) lors de la deuxième saison.
Introduite au cours de la deuxième saison, l'actrice Sarah Shahi est promue au statut de principale lors de la troisième saison, suivie d'Amy Acker (vue notamment dans Angel).
Les acteurs Leslie Odom Jr., Warren Kole, Kirk Acevedo (vu notamment dans Fringe), Camryn Manheim (vue dans The Practice) et Saul Rubinek (vu entre autres dans Warehouse 13) ont, entre autres, obtenu un rôle récurrent ou d'invité le temps d'un voire plusieurs épisodes (2 ou 3) lors de la troisième saison.
L'actrice Taraji P. Henson quitte son rôle principal au milieu de la troisième saison. Elle reviendra toutefois dans des flashbacks d'un épisode de la saison 4.
En juillet 2014, Cara Buono (vue notamment dans Mad Men) et Jamie Hector (vu notamment dans Sur écoute ou Heroes) ont obtenu un rôle récurrent lors de la quatrième saison. Cara Buono interprétera le rôle d'une femme fatale qualifiée pour naviguer dans le nouvel ordre mondial instauré dans la série et Jamie Hector, celui d'un ennemi.
En août 2014, Monique Gabriela Curren (vue notamment dans Lie to Me) a obtenu le rôle récurrent de la nouvelle capitaine de police de Fusco, Felicia Moreno et Jason Ritter celui de Simon Lee le temps d'un épisode.
En novembre 2014, l’actrice Blair Brown, connue pour avoir joué Nina Sharp dans Fringe, est annoncée pour jouer la personne d'intérêt de l'épisode 14 de la saison 4.
L'actrice Sarah Shahi étant tombé enceinte de jumeaux au début du tournage de la saison 4, elle quitte son rôle principal au milieu de cette dernière. Elle a cependant déclaré qu'elle pourrait revenir dans quelque temps.
L'actrice Katheryn Winnick, connue pour son rôle dans la série Vikings, obtient un rôle dans l'épisode 18 de la saison 4 pour y jouer Frankie Wells, une chasseuse de primes débrouillarde.
Le 6 avril 2015 est annoncé le retour de l'actrice Taraji P. Henson (le lieutenant Joss Carter) le temps d'un épisode lors d'un flashback, le vingtième de la saison 4.
Le 11 août 2015, Sarah Shahi annonce le retour à plein temps de Sameen Shaw dans la saison 5. Elle déclare revenir avant la moitié de la saison et participer à huit ou neuf épisodes.
Le 18 août 2015, l'acteur Keith David, aperçu entre autres dans la série Enlisted, est annoncé pour jouer en tant qu'invité un agent de la CIA.
En octobre 2015, l'acteur Enrico Colantoni est annoncé de retour lors de cette saison.
Le 9 novembre 2015, le showrunner Greg Plageman annonce lors d'une fête célébrant la production du 100e de la série que l'acteur Joshua Close (vu dans Fargo) a obtenu un rôle récurrent dans cette saison sans donner de détail sur le personnage qu'il interprétera. Lors de ce rassemblement, plusieurs membres de la distribution, en particulier Kevin Chapman, annoncent que pour eux, cette cinquième saison est la meilleure de la série.
En décembre 2015, Annie Ilonzeh (saison 4) et Jimmi Simpson (saison 2) sont annoncés pour reprendre leur rôle lors de cette saison.
En janvier 2016, l'actrice Carrie Preston a annoncé qu'elle sera de retour dans la saison 5 pour plusieurs épisodes, notamment dans le premier épisode de cette saison et un autre à la fin.

### Tournage
La série est principalement tournée dans les Studios Silvercup, dans le Queens, à New York, aux États-Unis. Les scènes de restaurant sont, elles, tournées dans le Clinton Diner. Cependant, pour plus de réalisme, beaucoup de scènes sont filmées dans de vrais décors dans toute la ville de New York, ou même dans tout l'État de New York.

### Fiche technique
- Titre original et français : Person of Interest
- Titre québécois : Personne d'intérêt
- Création : Jonathan Nolan
- Showrunners : Jonathan Nolan et Greg Plageman
- Réalisation : multiples
- Scénario : multiples
- Direction artistique : Ola Maslik
- Décors : Kalina Ivanov
- Costumes : Juliet Polcsa
- Photographie : Teodoro Maniaci
- Montage : Dorian Harris
- Effets spéciaux : Branit VFX, Chicken Bone Effects et Eden FX
- Musique : Ramin Djawadi ; J. J. Abrams (musique jouée pendant le générique)
- Casting : Jessica Kelly, Suzanne Smith et April Webster
- Production : Margot Lulick, Athena Wickham, Kathy Lingg, Stephen Semel et Erik Mountain
  - associé : Joshua Levey, Noreen O'Toole, Chris Risner, Amanda Lencioni Barnett et Ben Brafman
  - superviseur : Stephen Semel, Denise Thé, Amanda Segel et Melissa Scrivner-Love
  - Production exécutive : J. J. Abrams, Bryan Burk, Jonathan Nolan, Greg Plageman et Richard J. Lewis
- Société de production : Warner Bros Television, Bad Robot Productions et Kilter Films
- Société de distribution (télévision) : 
  - Columbia Broadcasting System (États-Unis)
  - Citytv (Canada)
  - TF1 (France)
  - RTS Un (Suisse)
- Pays d'origine : New York,  États-Unis
- Langue originale : anglais
- Format : couleur - 35 mm - 1,78:1 - son Dolby Digital
- Genre : dramatique, action, espionnage, thriller
- Durée : 43 minutes

 Sauf indication contraire ou complémentaire, les informations mentionnées dans cette section proviennent de la base de données IMDb.

### Générique
Le générique de la première saison a été créé par Andrew Kramer, qui a aussi travaillé sur d'autres productions Bad Robot Productions comme Fringe, Revolution, Almost Human ou encore Star Trek Into Darkness. Il est apparu pour la première fois dans le deuxième épisode de la première saison, Besoin de personne. Il contient des extraits de vidéos de surveillance et, simultanément, une accroche d'ouverture où Finch résume l'intrigue principale de la série et présente les personnages principaux est prononcée. Les dernières images font références à l'intrigue de l'épisode en montrant une courte séquence de la « personne d'intérêt ».
La musique accompagnant le générique a été composée par le producteur J. J. Abrams et non par Ramin Djawadi, habituel compositeur de la série.
Lors des deuxième et troisième saisons, l'accroche et le générique ont un peu changé mais le thème général reste le même. Il arrive également que le générique n'aille pas à son terme, soit car un numéro « pertinent » est sorti comme dans l'épisode 16 de la deuxième saison (Seule contre tous) ou parce que le virus implanté par Kara Stanton arrive à faire « boguer » la Machine.
Certaines fois, selon l'importance des épisodes, le générique est tout bonnement supprimé, comme dans le dernier épisode de la deuxième saison (Enfin libre) ou encore dans l'épisode dix de la troisième saison (Le Syndrome du survivant).
Il existe des cas particuliers, comme celui de l'épisode seize de la troisième saison (Avant Reese). Cet épisode étant en quasi-totalité un flashback se déroulant en 2010, le générique utilisé est celui de la première saison. Cependant, au moment où Finch dit qu'il a besoin d'un partenaire, le générique se coupe brutalement, revient en arrière et l'épisode commence. Dans l'épisode suivant, le dix-septième (Le Complot), l'accroche d'ouverture du générique est faite par Harold, comme d'habitude, mais aussi à certains moments par Root. Le générique ne va également pas à son terme.
Lors de la quatrième saison, le générique est présenté depuis le point de vue de « Samaritain », contrairement à celui de la Machine pour les trois premières. De plus, la phrase d'accroche prononcée dans les trois premières saisons par Harold, « You are being watched. » (trad. litt. : « On vous surveille. »), est remplacée, au vu du nouveau contexte de la série, par « We are being watched. » (trad. litt. : « On nous surveille. »). Il est possible de remarquer également qu'à la place de « I designed the Machine… » (trad. litt. : « J'ai créé la Machine… »), Finch dit « I designed a machine… » (trad. litt. : « J'ai créé une machine… »).
L'épisode 12 de la quatrième saison, Contrôle Alt-Suppr, étant centré sur le personnage de Contrôle, c'est elle qui prononce la phrase d'accroche du début du générique avant que celui-ci ne s'arrête brutalement. Par ailleurs, travaillant pour le gouvernement, elle ne dit pas « On nous surveille. » comme depuis le début de la saison mais « On vous surveille. ».
Le générique de la saison 5 est présenté à la fois depuis le point de vue de la Machine et celui de « Samaritain ». Harold et John Greer prononcent l'accroche d'ouverture, modifiée pour l'occasion pour le passage de Greer, en alternance, lorsque le point de vue de leur machine est à l'écran.

## Diffusion
| Saison | Nombre d'épisodes | États-Unis                          | États-Unis | Canada                              | Canada | Belgique                               | Belgique | Québec                                | Québec | France                                                                | France | Suisse                                   | Suisse |
| Saison | Nombre d'épisodes | Dates de diffusion                  | Chaîne     | Dates de diffusion                  | Chaîne | Dates de diffusion                     | Chaîne   | Dates de diffusion                    | Chaîne | Dates de diffusion                                                    | Chaîne | Dates de diffusion                       | Chaîne |
| ------ | ----------------- | ----------------------------------- | ---------- | ----------------------------------- | ------ | -------------------------------------- | -------- | ------------------------------------- | ------ | --------------------------------------------------------------------- | ------ | ---------------------------------------- | ------ |
| 1      | 23                | du 22 septembre 2011 au 17 mai 2012 | CBS        | du 22 septembre 2011 au 17 mai 2012 | Citytv | du 28 août 2012 au 30 octobre 2012     | La Une   | du 5 septembre 2012 au 20 mars 2013   | V      | du 6 mars 2013 au 17 avril 2013 14 janvier 2014 (2 derniers épisodes) | TF1    | du 30 juin 2013 au 15 septembre 2013     | RTS Un |
| 2      | 22                | du 27 septembre 2012 au 9 mai 2013  | CBS        | du 27 septembre 2012 au 9 mai 2013  | Citytv | du 2 janvier 2014 au 6 mars 2014       | La Une   | du 18 septembre 2013 au 30 avril 2014 | V      | du 21 janvier 2014 au 1er avril 2014                                  | TF1    | du 15 septembre 2013 au 24 novembre 2013 | RTS Un |
| 3      | 23                | du 24 septembre 2013 au 13 mai 2014 | CBS        | du 24 septembre 2013 au 13 mai 2014 | CTV    | du 21 octobre 2014 au 23 décembre 2014 | La Une   | du 15 octobre 2014 au 29 avril 2015   | V      | 8 avril 2014 (2 premiers épisodes) du 6 janvier 2015 au 10 mars 2015  | TF1    | du 16 novembre 2014 au 25 janvier 2015   | RTS Un |
| 4      | 22                | du 23 septembre 2014 au 5 mai 2015  | CBS        | du 23 septembre 2014 au 5 mai 2015  | CTV    | du 20 octobre 2015 au 29 décembre 2015 | La Une   | du 7 octobre 2015 au 13 avril 2016    | V      | du 5 janvier 2016 au 15 mars 2016                                     | TF1    | du 10 septembre 2015 au 26 novembre 2015 | RTS Un |
| 5      | 13                | du 3 mai 2016 au 21 juin 2016       | CBS        | du 3 mai 2016 au 21 juin 2016       | CTV    | du 11 octobre 2016 au 15 novembre 2016 | La Une   | à partir du 20 septembre 2017         | V      | du 8 novembre 2016 au 13 décembre 2016                                | TF1    | du 20 octobre 2016 au 24 novembre 2016   | RTS Un |

### Jours et heures de diffusion
| Saison | États-Unis                   | Canada                       | Belgique        | Québec                                                               | France                                                | Suisse          |
| ------ | ---------------------------- | ---------------------------- | --------------- | -------------------------------------------------------------------- | ----------------------------------------------------- | --------------- |
| 1      | Jeudi à 21 h                 | Jeudi à 21 h                 | Mardi à 20 h 20 | Mercredi à 21 h                                                      | Mercredi à 21 h Mardi à 21 h (deux derniers épisodes) | Dimanche à 21 h |
| 2      | Jeudi à 21 h                 | Jeudi à 21 h                 | Jeudi à 20 h 20 | Mercredi à 21 h (épisodes 1 à 12) Mercredi à 20 h (épisodes 13 à 22) | Mardi à 21 h                                          | Dimanche à 21 h |
| 3      | Mardi à 22 h                 | Mardi à 22 h                 | Mardi à 20 h 20 | Mercredi à 20 h                                                      | Mardi à 21 h                                          | Dimanche à 21 h |
| 4      | Mardi à 22 h                 | Mardi à 22 h                 | Mardi à 20 h 20 | Mercredi à 20 h                                                      | Mardi à 21 h                                          | Jeudi à 21 h    |
| 5      | Lundi à 22 h et mardi à 22 h | Lundi à 22 h et mardi à 22 h | Mardi à 20 h 20 | Mercredi à 19 h                                                      | Mardi à 21 h                                          | Jeudi à 21 h    |

## Épisodes
| Saison | Saison | Nombre d’épisodes | Diffusion originale | Diffusion originale      | Diffusion originale | Diffusion originale | Audiences originales (en millions) | Audiences originales (en millions) | Audiences moyennes originales (en millions) | Audiences moyennes originales (en millions) | Audiences moyennes originales (en millions) | Audiences moyennes originales (en millions)              | Audiences moyennes françaises (en millions) | Audiences moyennes françaises (en millions) |
| Saison | Saison | Nombre d’épisodes | Années              | Jour et heure            | Début de saison     | Fin de saison       | Premier épisode                    | Dernier épisode                    | Finale                                      | Live + 7 jours (avec les rediffusions)      | Classement                                  | Live + 7 jours (avec uniquement les diffusions inédites) | Finale                                      | Classement                                  |
| ------ | ------ | ----------------- | ------------------- | ------------------------ | ------------------- | ------------------- | ---------------------------------- | ---------------------------------- | ------------------------------------------- | ------------------------------------------- | ------------------------------------------- | -------------------------------------------------------- | ------------------------------------------- | ------------------------------------------- |
|        | 1      | 23                | 2011-2012           | Jeudi 21 h               | 22 septembre 2011   | 17 mai 2012         | 13,33                              | 13,47                              | 13,3                                        | 14,34                                       | no 13                                       | 16,28                                                    | 6,45                                        | no 9                                        |
|        | 2      | 22                | 2012-2013           | Jeudi 21 h               | 27 septembre 2012   | 9 mai 2013          | 14,28                              | 13,16                              | 14,4                                        | 16,07                                       | no 5                                        | 17,87                                                    | 6,2                                         | no 10                                       |
|        | 3      | 23                | 2013-2014           | Mardi 22 h               | 24 septembre 2013   | 13 mai 2014         | 12,44                              | 10,95                              | 11,8                                        | 14,05                                       | no 8                                        | 16,21                                                    | 5,8                                         | no 9                                        |
|        | 4      | 22                | 2014-2015           | Mardi 22 h               | 23 septembre 2014   | 5 mai 2015          | 10,71                              | 8,18                               | 9,4                                         | 12,22                                       | no 21                                       | 13,11                                                    | 4,9                                         | no 23,                                      |
|        | 5      | 13                | 2016                | Lundi 22 h et Mardi 22 h | 3 mai 2016          | 21 juin 2016        | 7,35                               | 6,51                               | 6,14                                        | inconnues                                   | inconnues                                   | inconnues                                                | 3,72                                        | no 23,                                      |

### Première saison (2011-2012)
Cette saison a été diffusée du jeudi 22 septembre 2011 au jeudi 17 mai 2012 sur CBS, aux États-Unis.
Résumé
Dans la première partie de la saison, le lieutenant Carter se met à traquer Reese, qu'elle appelle « l'homme au costume ». Malgré le fait que celui-ci la sauve dans l'épisode 9 (Il faut sauver Carter), elle va tout de même aider l'agent Snow, l'ancien patron de Reese à la CIA, pour mettre la main sur lui. Lorsqu'elle se rend compte que Snow ne souhaite que le tuer, elle aide Reese à s'échapper. C'est ainsi qu'elle commence à travailler avec Reese et Finch, ne sachant toujours pas que Lionel Fusco, le lieutenant promu à ses côtés, officie aussi avec eux. Cette situation va les mener à se méfier l'un de l'autre durant toute la seconde moitié de la saison, jusqu'à ce qu'ils apprennent enfin qu'ils sont du même côté dans l'épisode final. Dans le même temps, Reese sauve sans le savoir un homme dénommé Charlie Burton, qui se nomme en réalité Carl Elias, et qui est le chef d'un gang mafieux à New York. Dans l'épisode 13, Finch voit ses ordinateurs piratés par une mystérieuse femme surnommée Root. Celle-ci s’avérera plus tard être la personne d'intérêt de l'épisode final : elle paye un gang pour la tuer elle-même afin que Reese la sauve, dans le but d'atteindre Finch et celui-ci disparaît, menacé par Root. Dans la dernière scène, Reese s'adresse indirectement à la Machine à l'aide d'une caméra : « Sa vie est en danger parce qu'il travaillait pour toi. Alors tu vas m'aider à le sortir de là ». Peu après, un téléphone public sonne, Reese décroche. La femme qu'aimait Reese a été tuée deux ans auparavant par son mari saoul, faisant passer sa mort pour un accident de voiture. Reese se rend quelque temps plus tard chez cet homme pour se venger. Finch, quant à lui, travaillait déjà sur la Machine en 2002, avec l'aide de son ami Nathan Ingram. Il l'a offerte contre un dollar symbolique et s'est ensuite fait passer pour mort afin de protéger sa fiancée Grace. Ingram décède en 2010 d'une cause encore inconnue. Enfin, Alicia Corwin, l'une des seules personnes au monde à connaître l'existence de la Machine, se fait tuer par Root alors qu'elle interrogeait Finch.

### Deuxième saison (2012-2013)
Cette saison a été diffusée du jeudi 27 septembre 2012 au jeudi 9 mai 2013 sur CBS, aux États-Unis.
Résumé
La création de la Machine est expliquée, tout en revenant sur l'histoire de Finch. Le problème de jambe de Finch est divulgué et certaines programmations de la Machine sont dévoilées. Les causes de la mort de Nathan Ingram sont également révélées. De nouveaux personnages interviennent avec John et Finch. Carter et Fusco sont en contact avec ces derniers, mais sont aussi traqués par le « HR ». Par la suite, certaines personnes sont à la recherche de la Machine. Elle subit l'attaque d'un virus et devra se défendre. Toutefois, il reste des mystères sur son fonctionnement et sur la poursuite de la protection des vies que celle-ci entreprend.

### Troisième saison (2013-2014)
Cette saison a été diffusée du mardi 24 septembre 2013 au mardi 13 mai 2014 sur CBS, aux États-Unis. Elle change cependant de case horaire par rapport aux saisons précédentes, passant du jeudi à 21 h au mardi à 22 h.
Résumé
Finch, Reese, Shaw, Carter et Fusco continuent de sauver des vies et de combattre le « HR ». Root est désormais administratrice de la Machine (qui considère Root comme « Interface Analogique ») et se met de leur côté pour également sauver des vies, après la criminelle qu'elle avait été. Par la suite, Contrôle, ancienne supérieure du conseiller spécial et travaillant pour le gouvernement sur tout ce qui concerne la Machine, tente de récupérer cet accès spécial par tous les moyens. Au cours des missions, Carter est assassinée par Simmons, membre du « HR », après qu'elle a livré Alonzo Quinn (le chef du « HR ») au FBI. À la suite de ce tragique événement, Reese tente de quitter l'équipe mais Fusco, Harold et la Machine arrivent à le convaincre de rester. Lors de l'épisode 16, nous découvrons que Finch avait déjà recruté un mercenaire avant Reese, M. Dillinger, pour sauver les numéros « non pertinents » mais ce dernier l'a trahi. En parallèle de ces événements, la société Decima Technologies, dirigée par le mégalomane et puissant Greer, a développé une seconde machine nommée « Samaritain ». Contrairement à la création de Finch, « Samaritain » est une machine ouverte, c'est-à-dire qu'il est possible d'accéder directement à son interface. « Samaritain » est un danger pour la Machine ainsi que pour Reese, Finch, Shaw et Root puisque Greer n'hésitera pas à l'utiliser pour les éliminer. Au cours de cette saison, un groupe de « hack-tivistes », du nom de « Vigilance » fait son apparition et a pour leader Peter Collier. « Vigilance » est un groupe anti-système luttant contre les actes liberticides du gouvernement sur les citoyens américains (notamment la surveillance et la restriction de la vie privée). Au courant de l'existence de la Machine, ils révèlent au grand public le budget du programme « Aurore Boréale » (« Northern Lights » en version originale) - nom de code du site accueillant la Machine - dans l'épisode 19. Dans l'épisode 22, « Vigilance » capture Finch, Contrôle, Greer, le sénateur Garrison et le conseiller du président, Manuel Rivera. Ces cinq personnes sont à l'origine de la création de la Machine et « Vigilance » organise donc un procès pour les juger de leurs crimes devant le peuple américain. Dans le dernier épisode, il est révélé que « Vigilance » a en fait été créée par Decima Technologies afin de leur servir de bouc émissaire par rapport au gouvernement. Les actions de « Vigilance » sont détournées et utilisées contre eux dans l'objectif de servir les intérêts de Decima : obtenir les flux de surveillance gouvernementaux pour « Samaritain ». La bibliothèque de Harold est investie par la police, guidée par « Samaritain ». Root révèle que son but n'a été que de survivre. Elle a pour cela détourné et modifié sept serveurs de « Samaritain » puis les a installés dans un centre de données de Decima Technologies. Ils servent à empêcher « Samaritain » d'identifier les sept personnes capables de l'arrêter : John, Harold, Shaw, Root ainsi que trois hackers qui l'ont aidée. « Samaritain » n'est plus en mesure de les localiser. Alors que les membres de l'équipe se dispersent pour se fondre dans la population, les derniers membres de « Vigilance » sont pourchassés et tués par les autorités. Dans sa salle de contrôle, « Samaritain » demande alors à Greer quels sont ses ordres. La réponse inverse les rôles : « Quels sont vos ordres ? ». Le dernier plan montre « Samaritain » calculer la réponse.

### Quatrième saison (2014-2015)
Cette saison a été diffusée du mardi 23 septembre 2014 au mardi 5 mai 2015 sur CBS, aux États-Unis.
Résumé
Les évènements reprennent quelques semaines après le final de la saison précédente. « Samaritain » est en marche et commence peu à peu à prendre le contrôle du monde entier en faisant éliminer les cibles ayant connaissance de son existence. Reese, Harold, Shaw et Root ont maintenant tous une nouvelle identité et ne doivent pas se faire remarquer par « Samaritain ». John est maintenant officier de police aux stupéfiants, Harold est professeur dans une université, Shaw est vendeuse de cosmétiques, puis elle devient voleuse professionnelle. Quant à Root, elle change d'identité tous les 2-3 jours pour effectuer des missions ponctuelles en solo, pour la Machine. Nos héros recommencent à sauver des vies mais ils doivent le faire en toute discrétion car ils sont sans cesse écoutés et observés : ils ne peuvent pas se permettre de griller leur couverture. « Samaritain » a dorénavant des agents en « God Mode » qui travaillent pour lui et qui recherchent activement l'équipe de Harold pour l'éliminer. « Samaritain » essaye de localiser la Machine pour la détruire. La couverture de Shaw finit par être grillée et elle ne doit la vie sauve qu'à l'arrivée de Root, lui permettant de s'enfuir. Sameen doit se cacher pour rester en vie mais aussi sauver ses amis. Samaritain mène le monde au chaos en créant un krack boursier. Nos héros descendent dans les sous sol de Wall Street pour essayer de sauver le Marché mais dans l'opération, Shaw se sacrifie pour sauver tout le monde. Avant cela, elle embrasse Root et se prend deux balles.
La deuxième moitié de la saison commence avec John, Harold et Root qui sont à la recherche de Shaw. La recherche se soldant par un échec, John et Harold décident de se concentrer sur les numéros ne sachant pas si Shaw est toujours vivante ou morte. Root n'est pas d'accord et demande de l'aide à la Machine qui lui dit d'arrêter de chercher Shaw. Root claque la porte et s'en va. John et Harold se retrouvent à deux, comme auparavant, pour sauver des vies. Root fait des apparitions et les aide sur certaines missions mais elle est très affectée par la disparition de Shaw. À la fin de la saison 4, Root reçoit un appel à l'aide de Shaw, elle se lance alors à sa recherche avec l'aide de Harold et de la Machine. John, quant à lui, est en plein milieu d'une guerre des gangs entre Elias et Dominic, le chef d'un nouveau gang nommé « la Fraternité ». L'appel à l'aide de Shaw étant un piège, Root et Harold se retrouvent prisonniers de « Samaritain ». Ce dernier propose à la Machine la vie sauve de ses agents en échange de sa localisation. La Machine se sacrifie pour sauver Harold et Root, elle donne sa localisation à « Samaritain ». La Machine se trouve dans les câbles électriques du monde entier, alors « Samaritain » crée des surcharges énergétiques pour la détruire. L'équipe se dirige dans une centrale en plein centre de Brooklyn, et ils arrivent à sauvegarder les algorithmes les plus importants de la Machine dans une mallette remplie de barrettes de mémoire vive. La saison 4 se termine avec l'arrivée d'agents de « Samaritain », Root et John leur tirent dessus alors que Harold tient dans ses mains la mallette contenant les restes de la Machine.

### Cinquième saison (2016)
Cette dernière saison a été diffusée du mardi 3 mai 2016 au mardi 21 juin 2016 sur CBS (à raison de deux épisodes par semaine), aux États-Unis.
Résumé
Reese, avec la Machine, Finch et Root fuient chacun de leur côté, traqués par les agents de « Samaritain ». Fusco, lui, doit répondre à quelques questions du FBI et des Affaires Internes à la suite des décès de Dominic et Elias. Finch et Root tentent ensuite de décompresser la Machine, seulement celle-ci subit plusieurs bugs au niveau de la reconnaissance faciale et envoie un assassin pour éliminer John qu'elle considère comme une menace, au même titre que Harold et Root. Grâce à Harold, la Machine accepte de leur faire confiance. Sur une affaire, John se fait repérer par son ancien patron de la CIA, mais John disposant de plusieurs moyens de pression, il accepte de garder le silence. Parallèlement, « Samaritain » fait vivre depuis plusieurs mois des milliers de simulations à Shaw pour essayer de trouver l'emplacement de la cachette de l'équipe. Fusco se retrouve lui, harcelé par un ancien allié d'Elias cherchant des réponses sur sa mort. John et Harold ont réussi à le sauver et le cachent hors de la vue de « Samaritain ». Fusco, considérant que John et Harold ne lui font pas confiance, décide de s'éloigner de l'équipe et d'enquêter seul sur le nombre inquiétant de disparitions et de suicides. Root est par la suite, chargée par la Machine de protéger un animateur de radio fan de théories du complot et se retrouve dans le viseur de « Samaritain ». Toujours éloignée de l'équipe et se croyant encore dans une simulation, Shaw fait elle une tentative d'évasion pour regagner New York. Harold, John et Fusco retombent sur un vieil ennemi qui envoie plusieurs membres d'un gang les attaquer au commissariat. Après cet incident, John révèle l'existence de la Machine à Fusco et dans le même temps, Root retrouve Shaw et la ramène parmi les autres membres de l'équipe.
À la suite d'une erreur de sa part, Harold voit sa couverture grillée et sera protégé par l'équipe qui verra Root et Elias se sacrifier pour lui. Ne supportant pas cela, il fait cavalier seul aidé de la Machine qui envoie John, Shaw et Fusco à Washington protéger le président des États-Unis où ils rencontreront d'anciens numéros qui travaillent eux-aussi pour la Machine. Fusco retourne à New York alors que John et Shaw s'infiltrent dans le siège de la NSA pour sauver Finch et récupérer un puissant virus, le Ice-9. De retour à New York, l'équipe emmène Fusco au repaire où Shaw qui communique dorénavant avec la Machine, leur indique que leurs agents ne vont pas tarder. John et Harold se rendent à la banque fédérale de New York pour infecter la copie de « Samaritain » avec le Ice-9 mais Harold l'enferme dans la banque ne voulant pas qu'il se sacrifie pour lui. De leur côté, Shaw et Fusco réussissent à fuir les agents de « Samaritain » à bord du métro qui était dans la base, mais Shaw se prend une balle et Fusco se retrouve grièvement blessé. Harold arrive sur un toit afin de finaliser l'implant du virus mais se rend compte trop tard qu'il est sur le mauvais toit et que John se trouve sur le bon, ayant conclu un pacte avec la Machine pour protéger Harold. John meurt alors volontairement, abattu par des agents de « Samaritain » ; il fait cela pour le remercier d'avoir donné un sens à sa vie. La Machine arrive finalement à supprimer « Samaritain ». Harold retrouve Grace en Italie, Shaw tue le meurtrier de Root et retrouve Fusco puis emmène le chien avec elle. La série se termine sur Shaw répondant au téléphone comprenant que la Machine est revenue à la vie.

## Univers de la série

### La Machine

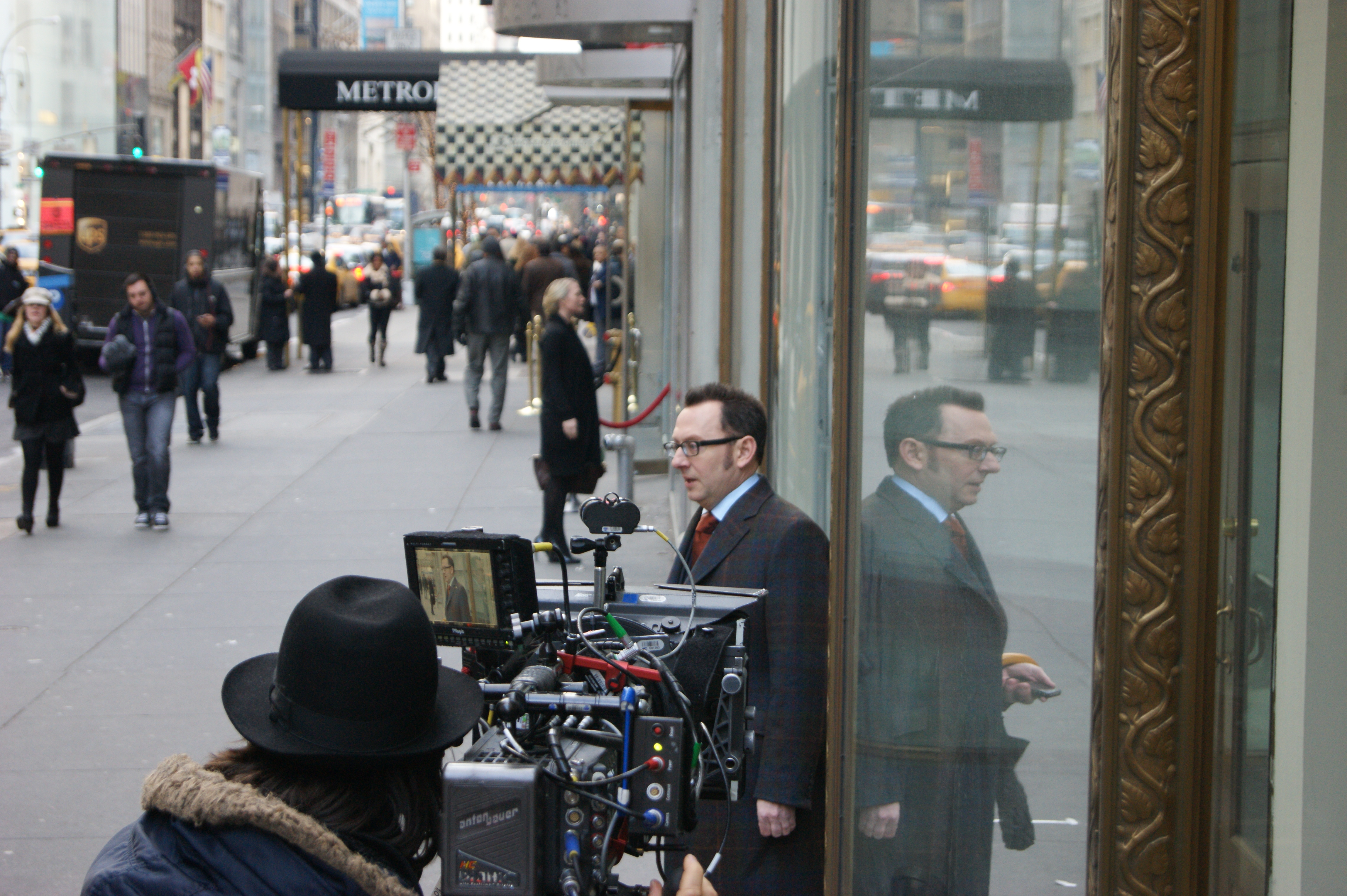
L'acteur Michael Emerson, interprète d'Harold Finch, sur le tournage new-yorkais de la série.

Système informatique de surveillance de masse, son concept et ses objectifs présentent de fortes ressemblances avec les projets américains TrapWire (en) et Echelon, mais aussi avec l'Europe où il y a des points communs (surveillance automatisée d'internet) avec le projet INDECT. La Machine est l'élément central de la série.
Au début de la série, en 2011, la Machine s’inscrivait comme un élément s’apparentant plus au domaine de la science-fiction. Mais à la suite des révélations d'Edward Snowden en juin 2013 sur la surveillance globale mise en place par la National Security Agency (NSA), notamment à travers les projets PRISM et XKeyscore, la série est maintenant décrite comme ayant « prédit la réalité ».
Après les attentats du 11 septembre 2001, le gouvernement américain a décidé de se doter d'un système de surveillance de masse pouvant anticiper les menaces terroristes à l'avance. Plusieurs personnes se sont secrètement lancées dans ce projet, comme Arthur Claypool, mais c'est finalement Harold Finch qui arrive à créer en premier une machine si puissante qu'elle peut également prédire les crimes plus banals. Pour les différencier des attaques terroristes, Finch a créé deux listes : une liste « pertinente », les attaques terroristes dont le gouvernement s'occupe, et une liste « non pertinente », contenant les crimes ordinaires et dont le gouvernement se désintéresse, qui s'efface tous les soirs à minuit. Dans un premier temps, l'unique partenaire de Finch pour la conception de la Machine et son créateur pour le gouvernement (Finch voulant rester le plus discret possible), Nathan Ingram, veut s'occuper de cette liste « non pertinente » grâce à une porte dérobée laissée dans la Machine lui permettant d'y accéder, mais il finit tué par le gouvernement, voulant révéler publiquement l'existence de la Machine. Finch comprend alors son erreur et se met lui aussi à s'occuper des numéros « non pertinents », tout d'abord avec l'aide de M. Dillinger, puis de M. Reese.
Pour communiquer les numéros « non pertinents », la Machine contacte le plus souvent Finch par téléphone, souvent sur une cabine téléphonique publique. Elle utilise un système de langage codé, basé sur la classification décimale de Dewey et l'alphabet phonétique de l'OTAN. La Machine ne communique en effet pas directement le nom des personnes impliquées dans un meurtre, mais leur numéro de sécurité sociale, que Finch décrypte en plusieurs étapes :
- Tout d'abord, la Machine prononce un mot, correspondant au mot clé d'un livre, comme « Famille ». Ensuite, elle prononce deux nouveaux mots, de l'alphabet phonétique de l'OTAN, correspondant aux initiales de l'auteur de ce même livre. Un exemple peut être « Alpha / Mike », pour un auteur dont le prénom commence par un « A » et le nom par un « M ».
- La Machine répète ce protocole pour deux autres livres.
- Finch cherche ensuite les trois livres correspondant dans la bibliothèque, et en mettant les trois livres côte à côte, il obtient le numéro de sécurité sociale de la personne grâce à la classification décimale de Dewey (chaque livre correspondant à 3 chiffres, le numéro de sécurité sociale en comptant 9).

La Machine est l'élément de l'intrigue principale, narratrice omnisciente de la série et aussi l'un des composants les plus complexes. Au fil des épisodes, les actes de la Machine laissent croire que celle-ci serait plus qu'un simple ordinateur surpuissant et qu'elle tendrait à être en réalité une intelligence artificielle. Ce fait est confirmé par Harold, lors de la deuxième saison, qui explique à Root que toutes les nuits, à minuit, elle est réinitialisée et sa mémoire est totalement effacée. Pour contrer cela, la Machine a créé une société factice servant de sauvegarde externe pour stocker sa mémoire avant que celle-ci ne soit effacée. Au fur et à mesure des saisons, la Machine a également tendance à devenir plus autonome et à prendre plus d'initiatives, comme dans le vingtième épisode de la troisième saison où elle demande à John et Harold de tuer un homme qui pourrait menacer la vie de milliers d'autres. Elle confie également la charge des numéros « pertinents » à Root après que le gouvernement a décidé de ne plus s'en occuper après la révélation publique de son existence.
Harold et Root sont pratiquement les seuls à avoir établi un contact réel avec elle (excepté Reese à la fin de la première saison). En effet, il existe une vraie relation entre Root et la Machine, la femme considérant cette dernière comme une personne à part entière, au contraire de Finch qui, lui, a tendance à la traiter en tant que simple ordinateur. Très proches, la Machine l'a choisie pour être son « avatar » dans le monde réel. La Machine crée d'ailleurs pour elle, à partir de la troisième saison, une nouvelle liste de numéros qu'elle appelle « Opérations Tertiaires ». La Machine ne les communique qu'à Root. Ils concernent des individus qui peuvent l'aider à contrer « Samaritain ». La jeune femme considère cette relation comme très importante et n'hésite jamais à rappeler à Harold qu'il ne possède pas cette « intimité » avec la Machine. Quant à Harold, au cours des trois saisons, il semble entretenir une relation père / enfant avec la Machine. Tous deux protecteurs l'un envers l'autre sans jamais réellement le montrer. La Machine essaie de respecter son créateur tout en tentant de se libérer de son emprise.
L'épisode 11 de la quatrième saison permet d'en apprendre plus sur le fonctionnement de la Machine en un seul épisode que pendant tous les autres épisodes alors diffusés. En effet, il permet de comprendre comment la Machine fait pour donner ses indications à Root. Elle procède à des simulations et choisit celle où les objectifs prioritaires sont atteints, tout cela en très peu de temps. Cet épisode, à travers ses flashbacks, permet aussi de voir qu'Harold a essayé d'apprendre à la Machine qu'aucun humain, même lui, n'est plus important qu'un autre. Ceci est un concept qu'a du mal à envisager la Machine car elle protège en permanence son créateur. Dans l'épisode 10 de cette même saison, la Machine « parle » directement à « Samaritain » à travers Root. Dans l'épisode 5 de la saison, des flashbacks montrent également Nathan et Harold testant la Machine, ce dernier essayant de lui enseigner à prendre soin des gens, à avoir un sens de la morale. Finch supprime également des bouts de codes écrits par la Machine elle-même pour se développer. Ceci ne plaisant pas à la Machine, elle essaye de tuer Harold. Ce dernier révèle qu'il a dû avoir 43 versions de la Machine avant de trouver la bonne.
La Machine est aussi appelée « Aurore Boréale » (« Northern Lights », en version originale) par le gouvernement.

### «Samaritain»
« Samaritain » est une super intelligence artificielle, comparable à la Machine dans son but, créée par un ancien camarade de Harold Finch, Arthur Claypool. Cette seconde machine fait son apparition dès la seconde moitié de la saison 3. « Samaritain » se préoccupe moins de la catégorisation entre les numéros « pertinents » et « non pertinents » comme le fait la Machine, mais plutôt sur ses compétences et ses capacités comme intelligence artificielle. Initialement conçu pour surveiller les menaces terroristes potentielles comme la Machine, le projet fut abandonné lors de la mise en ligne de la Machine par Nathan Ingram et Harold Finch. Alors, Arthur Claypool a enfermé les disques durs contenant le code source de sa machine dans une banque pour la sauvegarder de sa destruction. Mais ce qu'il ignore, c'est qu'en souffrant d'une maladie au cerveau, il finit par révéler l'existence des disques au gouvernement et à des membres de Decima Technologies. Alors, ceux-ci décidèrent de s'en emparer afin que « Samaritain » serve leur intérêt.
Contrairement à la Machine qui opère de façon autonome et ne donne un numéro que lorsqu'elle perçoit une menace, « Samaritain » est un système ouvert pouvant totalement être utilisé à des fins personnelles. Elle est actuellement la propriété de Decima Technologies et est en conflit direct avec la Machine. Son interface analogique est un petit garçon, Gabriel Hayward.
John Greer, directeur de Decima Technologies, a affirmé son allégeance ainsi que tout son personnel à « Samaritain » afin qu'il contrôle le monde et dont les agents de Decima sont ses exécutants.
Dès la saison 4, « Samaritain » commence à établir les bases de son « Nouvel Ordre Mondial » en éliminant des personnes pouvant gêner sa prise de pouvoir sur le monde. Elle fait placer des agents humains dans les plus hautes sphères des gouvernements mondiaux et recrute des atouts pour servir ses intérêts. La Machine et ses alliés sont les seuls éléments pouvant empêcher sa soif de domination. « Samaritain » décide ensuite de piéger la Machine dans le but de l'éliminer mais échoue, la Machine étant sauvée in extremis par Harold Finch qui la place dans une valise et disparaît. Après la disparition de La Machine, « Samaritain » sait que la guerre n'est pas gagnée et envoie ses hommes de main tuer les alliés de la Machine.
Durant la saison 5, « Samaritain » contrôle presque le monde entier. Mais au cours de plusieurs altercations avec les agents de la Machine, elle finit par perdre plusieurs atouts précieux dont John Greer qui est son administrateur. « Samaritain » a été définitivement détruit par un virus informatique fabriqué par le gouvernement américain comme une arme pour la cyber-guerre, implanté par les agents de la Machine.

### Musique
Deux types de musiques sont utilisées à travers les épisodes de la série : les musiques originales et les musiques additionnelles.

#### Musiques originales de la série
La musique est un élément important et très présent dans Person of Interest. Les musiques originales de la série ont été composées par Ramin Djawadi, également compositeur de Game of Thrones ou de Iron Man. Il avait déjà collaboré avec Jonathan Nolan, le créateur de la série, et son frère Christopher sur le film Batman Begins. À son sujet, Jonathan Nolan a déclaré : « Nous avons un compositeur fantastique, Ramin Djawadi, avec qui j'ai déjà collaboré sur Batman Begins, il y a longtemps. Il travaillait aussi avec Hans Zimmer. Il est l'un des compositeurs les plus talentueux dans le milieu musical. Son travail, semaine après semaine, élève à un autre niveau tout ce que nous faisons. »

##### Saison 1
La bande originale de la première saison a été commercialisée le 13 novembre 2012. Elle contient 21 pistes. 

##### Saison 2
La bande originale de la deuxième saison a été commercialisée le 28 janvier 2014. Elle contient 23 pistes.

##### Saisons 3 et 4
Une bande originale contenant les musiques des troisième et quatrième saisons a été commercialisée le 12 février 2016. Elle contient vingt-quatre pistes.

#### Musiques additionnelles
En plus des musiques composées spécialement pour la série par Ramin Djawadi, les showrunners Jonathan Nolan et Greg Plageman sélectionnent parfois des musiques existantes afin d'accompagner certaines scènes d'épisodes, ce sont les musiques additionnelles.
En voici une liste non exhaustive : 
- Saison 1 :
  - Angel de Massive Attack (épisode 1)
  - The Truth de Handsome Boy Modeling School (épisode 2)
  - Live with Me de Massive Attack (épisode 3)
  - Intro de The xx (épisode 5)
  - Sinnerman de Nina Simone (épisode 7)
  - When Things Explode de Unkle (épisode 10)
  - If I Had a Heart de Fever Ray (épisode 15)
  - Ne me quitte pas de Nina Simone (épisode 19)
  - I'm Afraid of Americans de David Bowie (épisode 22)
- Saison 2 :
  - Titanium de David Guetta avec Sia (épisode 3)
  - One of These Mornings de Moby avec Patti LaBelle (épisode 8)
  - Gimme Shelter de The Rolling Stones (épisode 10)
  - Eminence Front de The Who (épisode 12)
  - Future Starts Slow de The Kills (épisode 16)
- Saison 3 :
  - Feeling Good de Nina Simone (épisode 1)
  - Give Me Everything de Pitbull avec Ne-Yo (épisode 3)
  - Hurt de Johnny Cash (épisode 10)
  - Miami Showdown de Digitalism (épisode 10)
  - Colour in Your Hands de D.L.i.d (épisode 10)
  - I Might Be Wrong de Radiohead (épisode 16)
  - Medicine de Daughter (épisode 20)
  - Exit Music (For a Film) de Radiohead (épisode 23)
- Saison 4 :
  - I'd Love To Change The World de Jetta (épisode 1)
  - Roads de Portishead (épisode 2)
  - Young Men Dead de The Black Angels (épisode 5)
  - Fortune Days de The Glitch Mob (épisode 11)
  - The Violent Bear It Away de Moby (épisode 12)
  - Blame de Calvin Harris avec John Newman (épisode 16)
  - Happy New Year de Nat King Cole (épisode 20 ; sélectionnée par Jim Caviezel)
  - Welcome to the Machine de Pink Floyd (épisode 22)
- Saison 5 :
  - No Wow de The Kills (épisode 1)
  - Fake Empire de The National (épisode 9)
  - New Dawn Fades de Moby (épisode 10)
  - The Day the World Went Away de Nine Inch Nails (épisode 10)
  - Bunsen Burner de CUTS (bande originale de Ex Machina) (épisode 13)
  - Metamorphosis One de Philip Glass (épisode 13)

## Accueil

### Audiences

#### Aux États-Unis
L'épisode pilote a obtenu une audience de 13,33 millions de téléspectateurs lors de sa première diffusion.
La meilleure audience de la série a été réalisée par l'épisode 11 de la deuxième saison (Le Prodige), avec 16,23 millions de téléspectateurs.
La plus mauvaise audience de la série a été réalisée par le huitième épisode de la cinquième saison (Reassortment), avec 4,92 millions de téléspectateurs.
En prenant en compte les chiffres Live + 7 jours (avec les rediffusions), la première saison a obtenu une moyenne d'audience de 14,34 millions de téléspectateurs et s'est classée à la 13e place, il s'agit de la nouveauté no 1 sur le public global de la saison 2011-2012 à la télévision américaine.
Sur la tranche d'âge 18-49 ans (cible privilégiée des annonceurs publicitaires), les saisons 1 et 2 totalisent toutes les deux en moyenne un taux de 2,9 %,. Ces moyennes sont calculées à partir des audiences enregistrées uniquement le jour de diffusion des épisodes.
En prenant en compte les chiffres Live + 7 jours (avec les rediffusions), la deuxième saison a réalisé un meilleur score en atteignant une audience moyenne de 16,07 millions de téléspectateurs. La série s'est classée à la 5e place du classement de toutes les émissions réunies. CBS a même décidé de faire un communiqué pour récompenser la série en disant que « Person of Interest, la nouveauté no 1 de la saison dernière, termine sa deuxième année avec des audiences en hausse sur l'ensemble du public et sur les cibles démographiques. La série se classe comme le 5e programme le plus regardé en primetime, derrière le NBC Sunday Night Football (en), NCIS : Enquêtes spéciales, The Big Bang Theory et NCIS : Los Angeles. »
Le début de la troisième saison, dû au changement de case horaire de cette dernière (passant du jeudi à 21 h au mardi à 22 h), a perdu de nombreux téléspectateurs. Les audiences ont chuté, plaçant la série à une moyenne de 12 voire 11 millions de téléspectateurs (audiences enregistrées uniquement le jour de diffusion des épisodes). Cette dernière a alors établi également son plus faible taux historique sur les 18-49 ans (cible privilégiée des annonceurs publicitaires), en totalisant un taux 18-49 en dessous des 2 %. Cependant après quelques épisodes, la série a retrouvé des audiences convenables par rapport aux dernières saisons. L'épisode 5 (Razgovor) totalise par exemple une audience de 13,17 millions de téléspectateurs, soit une forte hausse par rapport au début de cette même saison.
Cependant, les audiences restent toujours en baisse par rapport aux saisons précédentes, mais au vu de sa diffusion tardive (22 h), la série reste l'un des programmes les plus enregistrés du pays. Par exemple, pour la semaine du 13 au 19 janvier 2014, l'épisode 4C diffusé le 14 janvier, présente un gain important de 4,82 millions de téléspectateurs. Ce chiffre correspond au nombre de personnes qui ont regardé l'épisode dans les sept jours suivant sa diffusion (soit la deuxième plus grosse hausse pour toute la semaine, tous programmes confondus). Cet épisode passe donc de 12,54 à 17,36 millions de téléspectateurs, soit le quatrième programme le plus regardé de cette semaine.
En prenant en compte les chiffres Live + 7 jours (avec les rediffusions), la troisième saison a obtenu une moyenne d'audience de 14,05 millions de téléspectateurs et s'est classée à la 8e place. C'est une baisse d'environ 2 millions de téléspectateurs par rapport à la deuxième saison mais une moyenne stable par rapport à la première.
La troisième saison obtient un taux moyen sur la tranche 18-49 ans, calculé à l'aide des audiences enregistrées uniquement le jour de diffusion des épisodes, de 2 %, soit une baisse de 0,9 point par rapport à la deuxième saison.
Lors de sa troisième saison, la série est la cinquième la plus enregistrée du pays, ajoutant en moyenne 4,38 millions de téléspectateurs par épisode (soit une hausse de 37 %) et 1 point sur la cible des 18-49 ans.
Les audiences continuent de chuter pour la quatrième saison, la série atteignant dès le 3e épisode (Wingman) sa plus basse audience historique (passant pour la première fois sous la barre des 10 millions de téléspectateurs) et son plus bas score historique sur les 18-49 ans (1,6 %). Cependant, ces mauvaises audiences ne gênent en rien l'avenir de la série, celle-ci ayant déjà conclu un accord de syndication lui assurant au moins cinq saisons. Pour la saison 4 dans sa globalité, les chiffres sont en net retrait, par rapport à une saison 3 déjà en baisse. En un an, la série baisse de 20 % sur le public global et de 22 % sur le taux des 18-49 ans.

#### Dans les pays francophones
En France
L'épisode pilote a obtenu une audience de 7,17 millions de téléspectateurs lors de sa première diffusion.
La meilleure audience de la série a été réalisée par l'épisode 6 de la première saison (La Négociatrice) avec 7,31 millions de téléspectateurs.
La plus mauvaise audience de la série a été réalisée par l'épisode 8 de la cinquième saison (Le Virus) avec 2,52 millions de téléspectateurs.
Alors que les audiences étaient stables, TF1 a décidé de ne pas diffuser les deux derniers épisodes de la première saison. Ils l'ont été juste avant la diffusion de la deuxième saison, le 14 janvier 2014, soit plusieurs mois après la diffusion des autres épisodes. Cette décision viendrait du fait que le dernier épisode de la saison offre un cliffhanger que les téléspectateurs n'auraient pas été en mesure de supporter. Cette décision étant très mal accueillie, des pétitions ont été lancées.
Le site PureMédias a effectué un classement des séries les plus regardées à la télévision en France en 2013, sur l'ensemble du public mais aussi sur les ménagères de moins de cinquante ans (cible privilégiée des annonceurs publicitaires). Pour Person of Interest, cela correspond à la diffusion de la première saison, hormis les deux derniers épisodes de cette dernière (diffusés en 2014). Sur le classement prenant en compte le public global, la série se classe à la 8e place, avec une moyenne de 6,51 millions de téléspectateurs. Sur celui prenant en compte le taux sur les ménagères, Person of Interest grimpe à la 6e place, avec un taux de 34,2 %. En prenant en compte les deux derniers épisodes de la première saison qui ont délivré des audiences de  6,18 millions de téléspectateurs et de  5,4 millions de téléspectateurs respectivement, cette dernière atteint donc une moyenne définitive de 6,45 millions de téléspectateurs.
La deuxième saison atteint une moyenne de 6,2 millions de téléspectateurs, réunissant environ 23 % de part de marché sur les quatre ans et plus ainsi que 29 % des ménagères de moins de 50 ans. Cette saison, et les deux premiers épisodes de la saison 3 également diffusés en 2014, permettent à la série de se classer en dixième position des séries les plus suivies de l'année en France, et même d'atteindre la troisième place en prenant en compte seulement les séries américaines. Sur les ménagères de moins de 50 ans, Person of Interest se positionne même à la 8e place.
Le 8 avril 2014, TF1 a diffusé, une semaine après la fin de la deuxième saison, les deux premiers épisodes de la troisième saison alors que cette dernière était toujours en cours de diffusion aux États-Unis.
La saison 3 enregistre un bilan en légère baisse par rapport à la saison 2, perdant seulement 400 000 téléspectateurs pour atteindre une moyenne de 5,8 millions de téléspectateurs. Cependant, la série est en hausse en part de marché, atteignant 23,8 % sur les individus de 4 ans et plus contre 23 % pour la saison précédente. En prenant en compte les rattrapages pendant 7 jours, l'audience de la saison grimpe à 6,39 millions de téléspectateurs, soit 23,4% du public et 31,1% des ménagères, plaçant la série au 9e rang sur les deux critères (audience totale et ménagères) des séries pour l'année 2015. Person of Interest est également la 3e série américaine la plus suivie en France pour la deuxième année consécutive alors qu'elle était seulement 5e en 2013,.
Comme aux Etats-Unis, la saison 4 enregistre une forte baisse par rapport à la saison 3, sans doute dû à la complexification de la série. Au total, ce sont 900 000 téléspectateurs en moins par rapport à la dernière saison, pour atteindre 4,9 millions de téléspectateurs et 19,9 % de part de marché.
En 2016, Person of Interest est la seule série étrangère qui parvient à se classer (par deux fois) parmi les 100 meilleures audiences de la télévision.
En Belgique
L'épisode pilote a obtenu une audience de 233 200 téléspectateurs lors de sa première diffusion.
La meilleure audience de la série a été réalisée par le premier épisode de la troisième saison (Trio de choc) avec 377 000 téléspectateurs.
La plus mauvaise audience de la série a été réalisée par l'épisode 3 de la première saison (Braquages) avec 181 900 téléspectateurs.

### Réception critique
Aux États-Unis
Le journaliste David Hinckley du New York Daily News a attribué une note de 4 étoiles sur 5 au premier épisode de la série.
La série a reçu généralement des critiques très positives. Sur le site Metacritic, la première saison a obtenu une note de 66⁄100 sur la base de 26 critiques de professionnels et une autre de 8,7⁄10 de la part de 349 utilisateurs.
La deuxième saison a également obtenu une note de 8,7⁄10, de la part de 112 utilisateurs.
La troisième saison fait encore mieux, atteignant une note de 9⁄10 de la part de 94 utilisateurs.
Sur IMDb, la série obtient une note de 8,5⁄10, attribuée par environ 95 000 utilisateurs.
L'épisode 11 de la quatrième saison est classé comme le huitième meilleur épisode de tous les temps, toutes séries confondues, selon les votes des utilisateurs du site IMDb. En effet, il possède la note quasi parfaite de 9,9⁄10, se positionnant seulement derrière l'épisode 14 de la saison 5 de Breaking Bad, ayant obtenu la note de 10⁄10, et 6 autres épisodes ayant également obtenu la note de 9,9⁄10. Huit autres épisodes de Person of Interest se classent aussi dans le top 40 des meilleurs épisodes de tous les temps : Return 0 et The Day the World Went Away, respectivement 10e et 11e, avec eux-aussi une note de 9,9⁄10 et Une page se tourne, La Traversée de New York, Le Syndrome du survivant et En cours d'extinction, respectivement classés 16e, 24e, 25e et 33e avec tous les quatre une note de 9,8⁄10. .exe et Le Complexe du sauveur possèdent quant à eux la note de 9,7⁄10, leur permettant de se classer 34e et 38e.
Sur Metacritic, la quatrième saison se maintient à un très haut niveau avec une note de 8,7⁄10 de la part de 58 utilisateurs.
En France
La série a été classée à la septième place des séries étrangères les plus appréciées par les Français en 2013, obtenant une note de 8,5⁄10 selon un sondage réalisé par France Télévisions. Ce même sondage a été refait pour l'année 2014, et Person of Interest obtient la même note de 8,5⁄10, la plaçant cette fois-ci à la huitième place des séries étrangères les plus appréciées. Person of Interest est également la troisième série la plus regardée en streaming (légal et illégal) en France selon une étude réalisée par OpinionWay.
Sur le site AlloCiné, la série a également reçu des critiques positives. En effet, sur la base de 9 critiques de presse, Person of Interest obtient une note de 3,5⁄5. Elle obtient même une note de 4,3⁄5 de la part de 4 609 spectateurs, la plaçant au quatrième rang de toutes les séries de genre action confondues.
La série se classe en 13e position des séries les plus téléchargées sur iTunes en 2016.

### Distinctions

#### Récompenses
- People's Choice Awards 2012 : Nouvelle série dramatique préférée[168]
- ASCAP Award 2013 : Série télévisée préférée[168]
- Prix Polar 2013 : Meilleure série internationale de télévision[169]
- Image Awards 2014 : Meilleur second rôle féminin dans une série dramatique pour Taraji P. Henson[168],[170]
- IGN Summer Movie Awards 2015 : Meilleure série télévisée d'action[168]
- IGN People's Choice Awards 2015 :
  - Meilleure série télévisée[168]
  - Meilleure série télévisée d'action[168]
- People's Choice Awards 2016 : Meilleure série policière[171]
- Grand Prix des séries 2016[172] :
  - Meilleure série étrangère
  - Meilleur acteur dans une série étrangère pour Jim Caviezel
- Globe de cristal 2017 : Meilleure série télévisée étrangère

#### Nominations
- BET Awards 2012 : Meilleure actrice pour Taraji P. Henson[168]
- Primetime Emmy Awards 2012 : Meilleur mixage du son pour une série comique ou dramatique[168]
- Image Awards 2012 : Meilleure actrice dans une série télévisée dramatique pour Taraji P. Henson[168]
- Motion Picture Sound Editors 2012 : Meilleur son édité (dialogue à la télévision[168])
- Hollywood Post Alliance 2012 : Meilleur son à la télévision[168]
- TV Guide Awards 2012 : Nouvelle série préférée[168]
- IGN Summer Movie Awards 2012 : Meilleure série télévisée d'action[168]
- IGN Summer Movie Awards 2013 : 
  - Meilleure série télévisée d'action[168]
  - Meilleur héros d'une série télévisée pour Taraji P. Henson[168]
- BET Awards 2013 : Meilleure actrice pour Taraji P. Henson[168]
- Motion Picture Sound Editors 2013 : Meilleur son édité (musique à la télévision[168])
- TV Guide Awards 2013 : Série télévisée dramatique préférée[168]
- People's Choice Awards 2014 : Meilleur acteur dans une série dramatique pour Jim Caviezel[173]
- IGN Summer Movie Awards 2014 : Meilleure série télévisée d'action[168]
- Saturn Awards 2015 : Meilleure série télévisée diffusée sur un network américain[174]
- IGN People's Choice Awards 2015 : Meilleur épisode télévisé pour Un coup d'avance[168]
- People's Choice Awards 2016 : Meilleur acteur dans une série policière pour Jim Caviezel[171]
- Grand Prix des séries 2016 : Meilleur acteur dans une série étrangère pour Michael Emerson[172]
- Prix Edgar-Allan-Poe 2016 : Meilleur script d'un épisode de série télévisée pour Erik Mountain et Melissa Scrivner Love (épisode Ultimes confidences[175])

## Produits dérivés

### Sorties DVD et disque Blu-ray
| Saison         | Nombre d'épisodes | Sorties DVD et disque Blu-ray | Sorties DVD et disque Blu-ray | Sorties DVD et disque Blu-ray | Sorties DVD et disque Blu-ray |        |
| -------------- | ----------------- | ----------------------------- | ----------------------------- | ----------------------------- | ----------------------------- | ------ |
| Saison         | Nombre d'épisodes | Zone 1 dont États-Unis        | Zone 2                        | Zone 2                        | Zone 4                        | Zone 4 |
| Saison         | Nombre d'épisodes | Zone 1 dont États-Unis        | Royaume-Uni                   | France                        | Australie                     |        |
| 1              | 23                | 4 septembre 2012              | 18 mars 2013                  | 5 juin 2013                   | 7 novembre 2012               |        |
| 2              | 22                | 3 septembre 2013              | 16 juin 2014                  | 14 mai 2014                   | 16 octobre 2013               |        |
| 3              | 23                | 2 septembre 2014              | 17 août 2015                  | 20 mai 2015                   | 8 octobre 2014                |        |
| 4              | 22                | 11 août 2015                  | 5 septembre 2016              | 27 avril 2016                 | 2 septembre 2015              |        |
| 5              | 13                | 19 juillet 2016               | 11 septembre 2017             | 5 avril 2017                  | 1er février 2017,             |        |
| Série complète | 103               | 19 juillet 2016               | 11 septembre 2017             | 5 avril 2017                  | 1er février 2017,             |        |

### Série dérivée
Le 1er mai 2013, CBS a annoncé la création d'une web-série dérivée d'animation basée sur Person of Interest. Cette série, intitulée Person of Interest: Animated, serait créée comme une série d'animation japonaise, produite par Jonathan Nolan et diffusée sur le site internet de CBS à l'automne 2013 au plus tôt, en même temps que la troisième saison. Elle n'a finalement jamais vu le jour.